# Nationalisme

La Liberté guidant le peuple (De Vrijheid voert het Volk aan) van Eugène Delacroix waarop Marianne het Franse nationalisme symboliseert tijdens de Julirevolutie in 1830

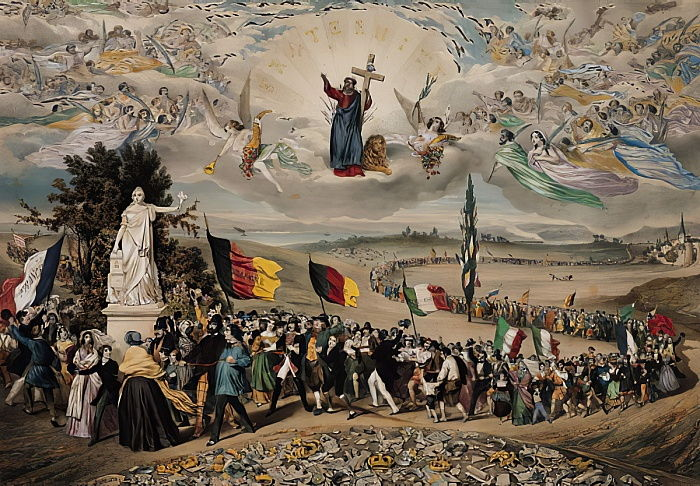
De droom van wereldwijde democratische en sociale republieken – Het pact tussen naties, een prent opgesteld door Frédéric Sorrieu, 1848

Nationalisme is een idee en beweging die stelt dat de natie congruent moet zijn met de staat. Als een beweging veronderstelt het bestaan ervan en neigt het naar het bevorderen van de belangen van een bepaalde natie, vooral met als doel het verkrijgen en behouden van haar soevereiniteit (zelfbestuur) over haar waargenomen thuisland om een nationale staat te creëren. Het stelt dat elke natie zichzelf moet besturen, vrij van externe inmenging (zelfbeschikking), dat een natie een natuurlijke en ideale basis is voor een politieke entiteit, en dat de natie de enige rechtmatige bron van politieke macht is. Het streeft er verder naar om een enkele nationale identiteit op te bouwen en te handhaven, gebaseerd op een combinatie van gedeelde sociale kenmerken zoals cultuur, etniciteit, geografische locatie, taal, politiek (of de regering), religie, tradities en geloof in een gedeelde enkelvoudige geschiedenis, en om nationale eenheid of solidariteit te bevorderen. Nationalisme zoekt daarom naar het behoud en de bevordering van de traditionele cultuur van een natie. Er zijn verschillende definities van een "natie", wat leidt tot verschillende soorten nationalisme. De twee belangrijkste uiteenlopende vormen die door geleerden zijn geïdentificeerd, zijn etnisch nationalisme en staatsnationalisme.
Vanaf het einde van de 18e eeuw, vooral met de Franse Revolutie en de verspreiding van het principe van volkssoevereiniteit of zelfbeschikking, ontwikkelt zich het idee dat "het volk" moet regeren door politieke theoretici. Drie hoofdtheorieën zijn gebruikt om het ontstaan van nationalisme te verklaren:
- Primordialisme (eeuwigheid) ontwikkelde zich parallel aan nationalisme tijdens het romantische tijdperk en stelde dat er altijd al naties zijn geweest. Deze opvatting is sindsdien door de meeste geleerden verworpen, en naties worden nu gezien als sociaal geconstrueerd en historisch contingent.
- De moderniseringstheorie, momenteel de meest gangbare theorie van nationalisme, neemt een constructivistische benadering aan en stelt dat nationalisme is ontstaan door processen van modernisering, zoals industrialisatie, verstedelijking en massaonderwijs, die nationaal bewustzijn mogelijk hebben gemaakt. Voorstanders van deze theorie beschrijven naties als "verbeelde gemeenschappen" en nationalisme als een "uitgevonden traditie" waarin gedeelde gevoelens zorgen voor een vorm van collectieve identiteit en individuen binden in politieke solidariteit.
- Een derde theorie, etnosymbolisme, verklaart nationalisme als een product van symbolen, mythen en tradities, en wordt geassocieerd met het werk van Anthony D. Smith.

De morele waarde van nationalisme, de relatie tussen nationalisme en patriottisme, en de verenigbaarheid van nationalisme en kosmopolitisme zijn allemaal onderwerpen van filosofisch debat. Nationalisme kan worden gecombineerd met diverse politieke doelen en ideologieën zoals conservatisme (nationaal conservatisme en rechts-populisme) of socialisme (linksnationalisme). In de praktijk wordt nationalisme gezien als positief of negatief, afhankelijk van zijn ideologie en resultaten. Nationalisme is een kenmerk geweest van bewegingen voor vrijheid en rechtvaardigheid, is geassocieerd met culturele oplevingen, en moedigt trots aan op nationale prestaties. Het is ook gebruikt om raciale, etnische en religieuze verdeeldheid te legitimeren, minderheden te onderdrukken of aan te vallen, mensenrechten en democratische tradities te ondermijnen, en oorlogen te beginnen, waarbij het vaak wordt genoemd als een oorzaak van zowel de Eerste als de Tweede Wereldoorlog.

## Terminologie

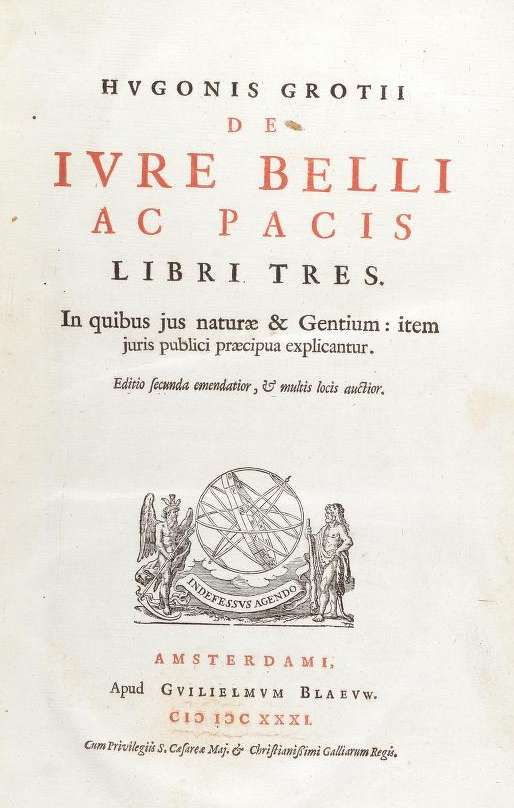
Titelpagina van de tweede editie van De jure belli ac pacis. (Amsterdam 1631)

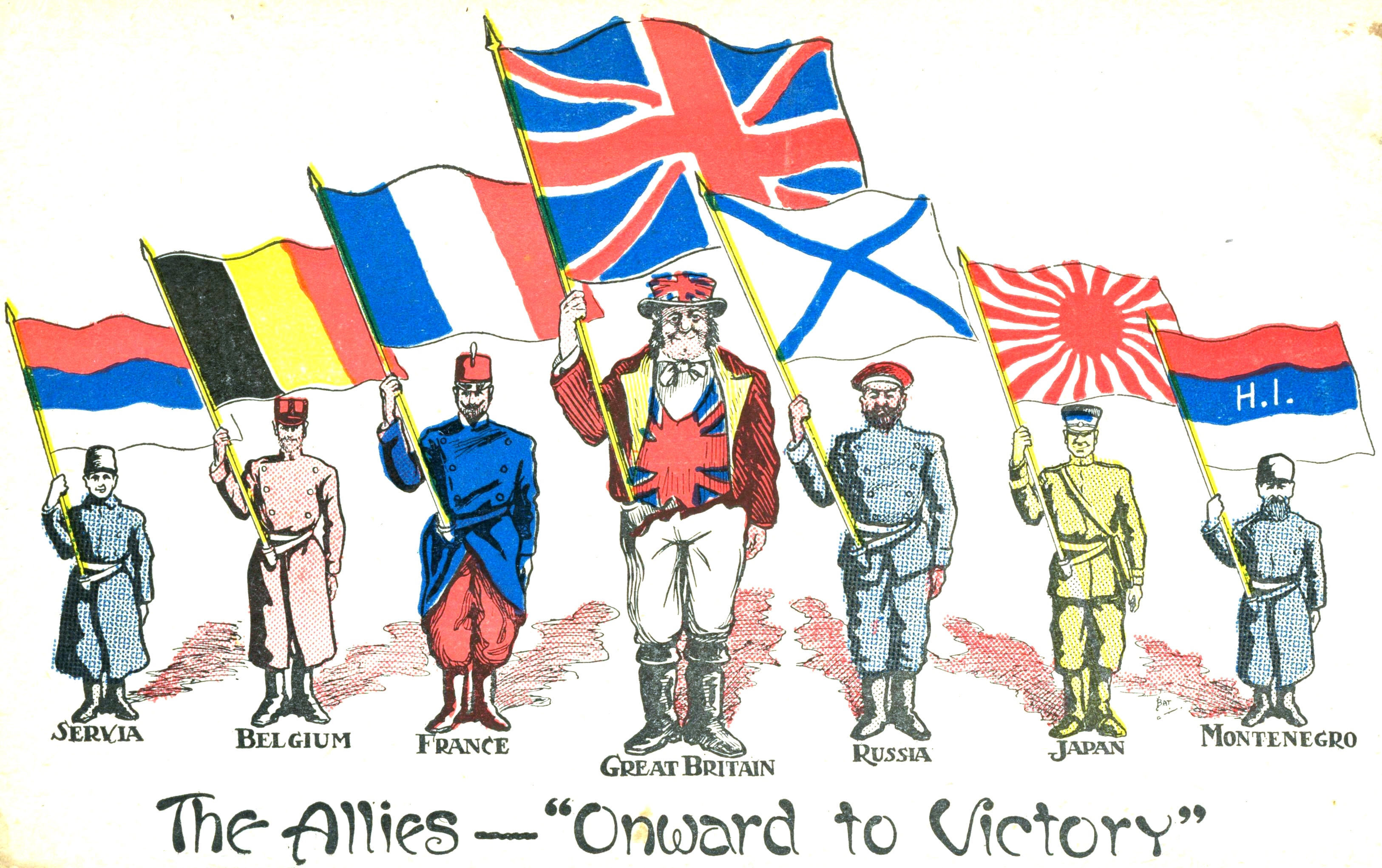
Een ansichtkaart uit 1916 waarop nationale personificaties van enkele Geallieerden van de Eerste Wereldoorlog worden getoond, elk met een nationale vlag in de hand.

Het vaktechnische gebruik in het internationaal recht van de begrippen "natie", "soevereiniteit" en andere, daarmee verbonden concepten, werd aanzienlijk verfijnd met het werk van Hugo de Groot, De jure belli ac pacis, in het begin van de 17e eeuw. Hij leefde tijdens de Tachtigjarige oorlog tussen Spanje en Nederland en de Dertigjarige oorlog tussen de katholieke en protestantse naties in Europa. De Groot maakte zich diepgaand zorgen over conflicten tussen naties in de context van internationale, religieuze verschillen. Het woord 'natie' werd ook vóór 1800 in Europa gebruikt om te verwijzen naar de inwoners van een land, evenals naar collectieve identiteiten die gedeelde geschiedenis, wetten, taal, politieke rechten, religie en tradities konden omvatten, in een zin die meer lijkt op de moderne opvatting.
Nationalisme, afgeleid van het zelfstandig naamwoord 'natie', is een nieuwer woord; in de Engelse taal dateert het van rond 1798. De term kreeg meer bekendheid in de 19e eeuw. Na 1914 kreeg de term steeds meer negatieve connotaties. De historica Glenda Sluga merkt op dat "De twintigste eeuw, een tijd van diepe teleurstelling met het nationalisme, ook het grote tijdperk van mondialisering was."
Academici definiëren nationalisme als een politiek principe dat stelt dat natie en staat congruent met elkaar zijn. Volgens politicologe Lisa Wedeen veronderstelt de nationalistische ideologie dat "het volk" en de staat onderling congruent zijn.

## Geschiedenis

### Oorsprong
Anthony D. Smith beschrijft de vooraanstaande rol van intellectuelen bij het genereren van culturele percepties van nationalisme, en bij het verschaffen van een ideologische basis voor het politiek nationalisme:
Overal in Europa, is hun sturende rol bij het genereren en analyseren van de concepten, mythen, symbolen en ideologie van het nationalisme duidelijk zichtbaar. Dit geldt voor de nieuwe, nationalistische kerndoctrine, en voor de oudere, eraan voorafgaande concepten van 'nationaal karakter', 'nationaal genie' en 'nationale wil'.
Smith stelt dat de uitdagingen die traditionele religie en maatschappij in de vroegmoderne tijd tegenkwamen, veel intellectuelen aanzetten tot het "ontdekken van alternatieve principes en concepten, en een nieuwe mythologie en symboliek, om menselijk denken en handelen te rechtvaardigen en een basis te geven." Smith bespreekt daarnaast het gelijktijdig opkomende 'historicisme', dat zich kenmerkt door een geloof in de geboorte, groei en verval van specifieke volkeren en culturen, en dat "steeds aantrekkelijker werd als een kader voor onderzoek naar het verleden en heden, en tot een verklarend principe werd bij het duiden van de betekenis van gebeurtenissen, van verleden en heden."
De Pruisische geleerde Johann Gottfried Herder (1744-1803) introduceerde de term 'nationalisme' in 1772, in zijn "Verhandeling over de oorsprong van de taal", waarin hij de rol van een gemeenschappelijke taal benadrukte. Hij hechtte groot belang aan de begrippen nationaliteit en patriottisme - "wie zijn patriottische geest verloren heeft, heeft zichzelf en de hele wereld om zich heen verloren", terwijl hij onderwees dat "in zekere zin elke menselijke volmaaktheid nationaal is". Erica Benner identificeert Herder als de eerste filosoof die expliciet suggereerde "dat identiteiten gebaseerd op taal beschouwd moeten worden als de primaire bron van legitieme politieke autoriteit of als de locus van politiek verzet." Herder stimuleerde ook de creatie van een gemeenschappelijk cultureel- en taalbeleid onder de afzonderlijke Duitse staten.

### Datering van het ontstaan van het nationalisme

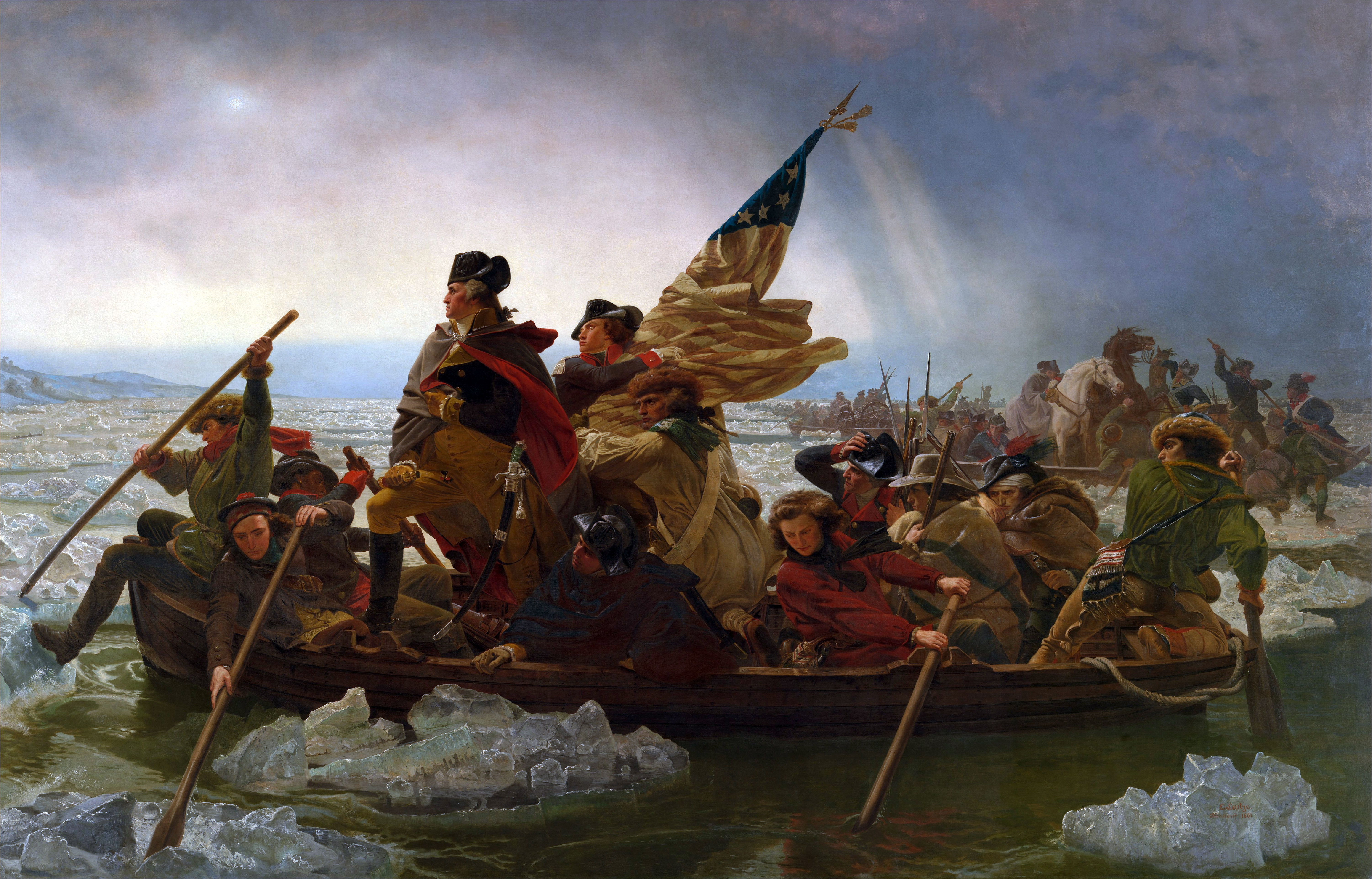
Washington crossing the Delaware op een schilderij van Emanuel Leutze.In zijn uitvoering van het thema richt Leutze zich sterk op het creëren van een effect en het opwekken van een nationalistische, emotionele reactie bij de toeschouwers.

Geleerden plaatsen het begin van het nationalisme vaak in de late 18e eeuw of het begin van de 19e eeuw, met de Amerikaanse Onafhankelijkheidsverklaring of met de Franse Revolutie. volgens de huidige consensus in de geschiedschrijving werd nationalisme als concept stevig gevestigd in de 19e eeuw. In geschiedenisboeken over het nationalisme wordt de Franse Revolutie (1789) gezien als een belangrijk startpunt, niet alleen vanwege de impact op het Franse nationalisme, maar nog meer vanwege de impact op Duitsers en Italianen en op Europese intellectuelen. Het sjabloon van nationalisme, als een methode om de publieke opinie te mobiliseren rond een nieuwe staat gebaseerd op het principe van volkssoevereiniteit, gaat verder terug dan 1789. Filosofen als Rousseau en Voltaire, wier ideeën de Franse Revolutie beïnvloedden, waren zelf geïnspireerd door het voorbeeld van eerdere constitutionele bevrijdingsbewegingen, met name de Corsicaanse Republiek (1755-1768) en de Amerikaanse Revolutie (1775-1783).
Door de industriële revolutie ontstond er een geïntegreerde, nationale economie, en een nationale publieke sfeer, waarin de Britse bevolking zich ging engageren op het niveau van de staat, in plaats van dat van de kleinere provincie, stad of familie. Een populair Brits patriottisch nationalisme ontstond halverwege de 18e eeuw, en werd actief bevorderd door de Britse regering en door schrijvers en intellectuelen. Nationalistische symbolen, volksliederen, mythen, vlaggen en verhalen werden ijverig geconstrueerd door nationalisten en algemeen geadopteerd. De Union Jack werd in 1801 aangenomen als de nationale vlag. Thomas Arne componeerde het patriottische lied "Rule, Britannia!" in 1740, en de cartoonist John Arbuthnot bedacht het personage van John Bull als de belichaming van de Engelse nationale geest in 1712.
De politieke omwentelingen van het einde van de 18e eeuw, geassocieerd met de Amerikaanse en Franse Revolutie, vergrootten de aantrekkingskracht van het patriottisch nationalisme. Napoleon Bonaparte's opkomst tot de macht versterkte het nationalisme verder toen hij een groot deel van Europa binnenviel. Napoleon gebruikte deze gelegenheid om revolutionaire ideeën te verspreiden, en de opkomst van het 19e-eeuwse Europese nationalisme is hiertoe grotendeels te herleiden.

Sommige geleerden betogen dat varianten van nationalisme al vóór de 18e eeuw opkwamen. De Amerikaanse filosoof en historicus Hans Kohn schreef in 1944 dat nationalisme ontstond in de 17e eeuw. In "Britons, Forging the Nation 1707–1837" onderzoekt Linda Colley hoe de rol van nationalisme rond 1700 opkwam en zich ontwikkelde in Groot-Brittannië, tot volle vorm kwam in de jaren 1830. Kort na de Eerste Wereldoorlog traceerde de populaire Britse auteur H.G. Wells de oorsprong van het Europese nationalisme naar de nasleep van de Reformatie, toen laatstgenoemde beweging de morele leegte vulde die was ontstaan door het afnemende geloof in het christendom:
"Toen het idee van het christendom als een  wereldbroederschap in diskrediet raakte vanwege de verstrengeling met het priesterdom en het pausdom enerzijds, en met de autoriteit van vorsten anderzijds, ging het tijdperk van het geloof over in het huidige tijdperk van twijfel en ongeloof. Mensen verschoven de focus van hun leven van het koninkrijk van God en de broederschap van de mensheid, naar deze ogenschijnlijk meer levende realiteiten, Frankrijk en Engeland, Heilig Rusland, Spanje, Pruisen [...] In de dertiende en veertiende eeuw was de algemene bevolking van Europa religieus en slechts vaag patriottisch; tegen de negentiende eeuw was het volledig patriottisch geworden."

### 19de eeuw

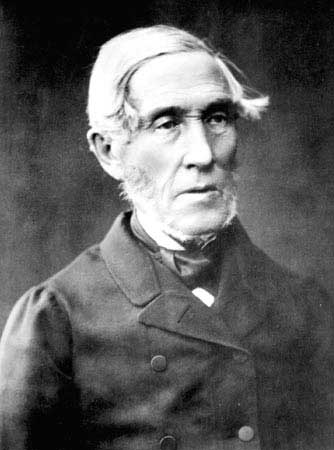
Senator Johan Vilhelm Snellman (1806–1881), tevens filosoof, journalist en auteur, was een van de invloedrijkste Finnomanen en Finse nationalisten in de 19e eeuw.

Fins Senator Johan Vilhelm Snellman (1806–1881), tebens filosoof, journalist en auteur, was een van de invloedrijkste Finnomanen en Finse nationalisten in de 19e eeuw. De politieke ontwikkeling van het nationalisme en de strijd voor volkssoevereiniteit bereikte een hoogtepunt met de etnische/nationale revoluties van Europa. Gedurende de 19e eeuw werd nationalisme een van de meest significante politieke en sociale krachten in de geschiedenis; het wordt beschouwd als een van de belangrijkste oorzaken van de Eerste Wereldoorlog.
De veroveringen door Napoleon van de Duitse en Italiaanse staten in de periode 1800–1806 bevorderden het plaatselijke nationalisme en de eisen voor nationale eenheid.

De Engelse historicus J. P. T. Bury betoogt:
Tussen 1830 en 1870 had het nationalisme dus grote vooruitgang geboekt. Het inspireerde grote literatuur, versnelde de wetenschap en koesterde helden. Het had zijn kracht getoond zowel om te verenigen als om te verdelen. Het had geleid tot grote prestaties van politieke constructie en consolidatie in Duitsland en Italië; maar het was meer dan ooit een bedreiging voor het Ottomaanse en Habsburgse rijk, die in wezen multi-nationaal waren. De Europese cultuur was verrijkt door de nieuwe volkstaalbijdragen van weinig bekende of vergeten volkeren, maar tegelijkertijd werd de eenheid ervan bedreigd door fragmentatie. Bovendien hadden de vijandelijkheden bevorderd door nationalisme niet alleen geleid tot oorlogen, opstanden en lokale haat, ze hadden ook nieuwe spirituele verdeeldheid gecreëerd of versterkt in een nominale christelijke Europa.

#### Frankrijk

Een schilderij van Alphonse-Marie-Adolphe de Neuville uit 1887 waarop Franse studenten te zien zijn die les krijgen over de verloren provincies Elzas-Lotharingen, die door Duitsland in 1871 werden ingenomen.

Het nationalisme in Frankrijk kreeg vroege uitdrukkingen in de revolutionaire regering van Frankrijk. In 1793 stelde die regering een massale dienstplicht in (levée en masse) met een oproep tot dienst:
Vanaf nu, totdat de vijanden van het grondgebied van de Republiek verdreven zijn, zijn alle Fransen permanent opgevorderd voor legerdienst. De jonge mannen zullen ten strijde trekken; de getrouwde mannen zullen wapens smeden in de ziekenhuizen; de kinderen zullen oud linnen omzetten in linnen; de oude mannen zullen zich begeven naar de openbare plaatsen om de moed van de strijders aan te wakkeren en de eenheid van de Republiek en de haat tegen koningen te prediken.
Dit nationalisme kreeg momentum nadat de Franse Revolutie tot een einde kwam. Een nederlaag in oorlog, met verlies van grondgebied, was een krachtige drijvende kracht achter het nationalisme. In Frankrijk was wraak en het terugkrijgen van het door Pruisen veroverde Elzas-Lotharingen een krachtige motiverende kracht gedurende een kwart eeuw na hun nederlaag door Duitsland in 1871. Na 1895 richtten Franse nationalisten zich op Dreyfus en interne ondermijning, en de kwestie van Elzas-Lotharingen liep op zijn einde.
De Franse reactie was een beroemd geval van Revanchisme (vergeldingsdrang), dat de terugkeer eist van verloren grondgebied dat "behoort" tot het nationale vaderland. Revanchisme vindt zijn kracht in patriottisch en vergeldend denken en wordt vaak gemotiveerd door economische of geopolitieke factoren. Extreme revanchistische ideologen kenmerken zich door een havikachtige houding: ze suggereren dat hun gewenste doelstellingen kunnen worden bereikt door een overwinning in een nieuwe, te voeren oorlog. Revanchisme is verbonden met irredentisme, het idee dat een deel van de culturele en etnische natie "onverlost" blijft, buiten de grenzen van zijn "juiste" nationale staat. Revanchistische politiek steunt vaak op de identificatie van een natie met een nationale staat, waarbij diepliggende gevoelens van etnisch nationalisme worden gemobiliseerd, en territoria buiten de staat worden opgeëist, waar leden van de eigen etnische groep wonen. Daarbij wordt zwaar nationalistisch sentiment gebruikt om steun te mobiliseren voor deze doelstellingen. 
De Dreyfusaffaire in Frankrijk van 1894–1906 maakte de strijd tegen vermeend verraad en ontrouw tot een centraal thema voor conservatieve katholieke Franse nationalisten. Dreyfus, een Jood, was een buitenstaander, dat wil zeggen in de opvattingen van intense nationalisten, geen echte Fransman, niet iemand om te vertrouwen of minstens het voordeel van de twijfel te geven. Ware loyaliteit aan de natie, vanuit het conservatieve standpunt, werd bedreigd door liberale en republikeinse principes van vrijheid en gelijkheid die het land naar de ondergang leidden.

#### België

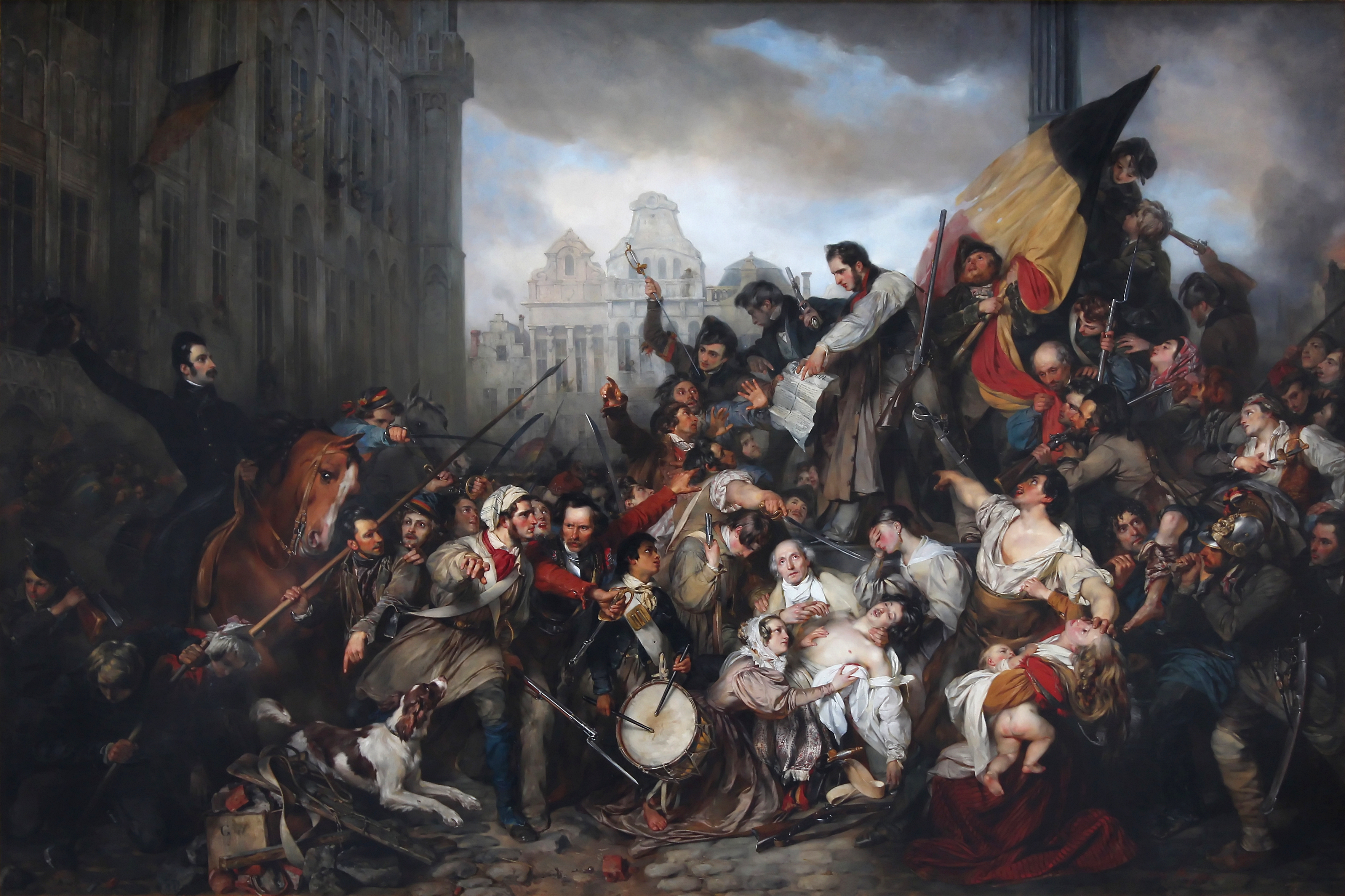
Tafereel van de Septemberdagen 1830 op de Grote Markt te Brussel, Gustaaf Wappers, 1835

Een belangrijke factor die bijdroeg aan het Belgische nationalisme was de groeiende ontevredenheid onder de Franstalige bevolking in België over de dominantie van de Nederlandse taal en cultuur onder het Verenigd Koninkrijk der Nederlanden, dat België en Nederland verenigde tussen 1815 en 1830. Deze ontevredenheid leidde uiteindelijk tot de Belgische Revolutie van 1830, die resulteerde in de onafhankelijkheid van België en de vestiging van een Franstalige natie.
Belgisch nationalisme werd verder aangewakkerd door de behoefte aan eenheid en solidariteit onder de diverse regio's en taalgemeenschappen van het land. Het idee van een gemeenschappelijke Belgische identiteit werd gepromoot als middel om de interne verdeeldheid te overwinnen en een gevoel van nationale trots te creëren.
In de 19e eeuw werd het Belgisch nationalisme ook beïnvloed door prominente figuren uit de Belgische intellectuele en politieke wereld. Een belangrijke figuur in de promotie van Belgisch nationalisme was Auguste Beernaert, een vooraanstaand politicus en staatsman die een actieve rol speelde bij de totstandkoming van de Belgische grondwet en de versterking van de Belgische eenheid.
Daarnaast droegen ook auteurs en denkers bij aan de ontwikkeling van het Belgisch nationalisme. Zo pleitte de Vlaamse schrijver Hendrik Conscience met zijn romans, zoals "De Leeuw van Vlaanderen", voor een hernieuwd gevoel van Vlaamse identiteit en trots, wat een belangrijke rol speelde in de Vlaamse culturele en Belgische nationalistische beweging.

#### Rusland

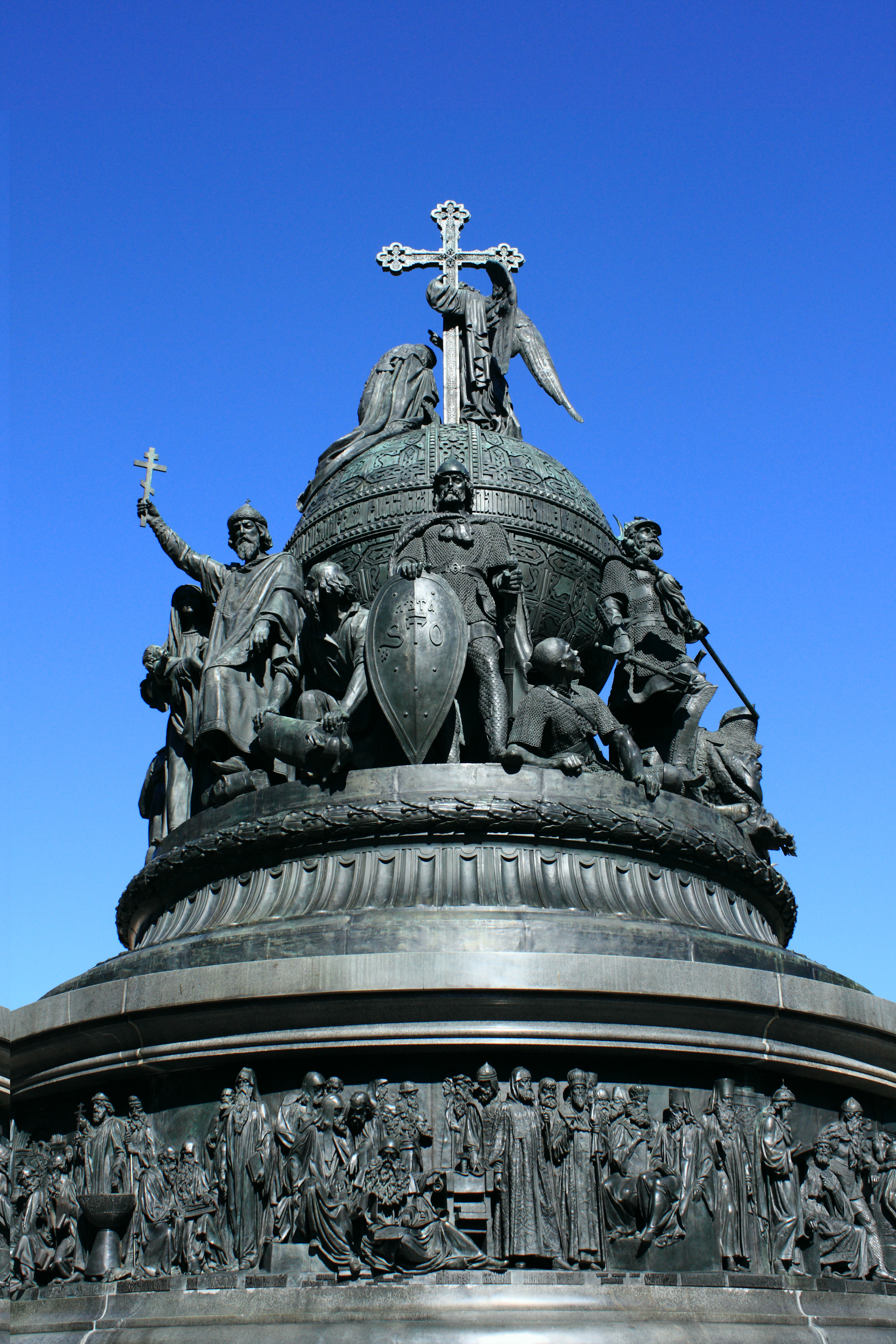
The Millennium of Russia monument which was built in 1862 in celebration of one thousand years of Russian history

Voor 1815 was het gevoel van Russisch nationalisme zwak; wat er was, richtte zich op loyaliteit en gehoorzaamheid aan de tsaar. Het Russische motto "Orthodoxie, Autocratie en Nationaliteit" werd bedacht door graaf Sergey Uvarov en werd door keizer Nicolaas I aangenomen als de officiële ideologie van het Russische Rijk. De drie componenten van Uvarovs triade waren:
- Orthodoxie - Orthodox christendom en bescherming van de Russisch-Orthodoxe Kerk.
- Autocratie - onvoorwaardelijke loyaliteit aan het Huis van Romanov in ruil voor paternalistische bescherming voor alle sociale standen.
- Nationaliteit (Narodnost, is ook vertaald als nationale geest) - erkenning van de staatsstichtende rol van de Russische nationaliteit.

In de jaren 1860 ontstond als gevolg van onderwijsindoctrinatie en vanwege conservatieve weerstand tegen ideeën en ideologieën die vanuit West-Europa werden overgedragen, een pan-Slavische beweging, die zowel een gevoel van Russisch nationalisme voortbracht als een nationalistische missie om pan-Slavisme te ondersteunen en te beschermen. Deze Slavofiele beweging werd populair in het 19e-eeuwse Rusland. Het pan-Slavisme werd aangewakkerd door, en was ook de drijvende kracht achter de talrijke oorlogen van Rusland tegen het Ottomaanse Rijk, die werden gevoerd met als vermeend doel de orthodoxe nationaliteiten, zoals Bulgaren, Roemenen, Serviërs en Grieken, te bevrijden van Ottomaanse overheersing. Slavofielen waren tegen de westerse Europese invloeden die naar Rusland waren overgebracht, en ze waren ook vastbesloten om de Russische cultuur en tradities te beschermen. Aleksey Khomyakov, Ivan Kireyevsky en Konstantin Aksakov worden gecrediteerd als mede-oprichters van de beweging.

#### Latijns-Amerika

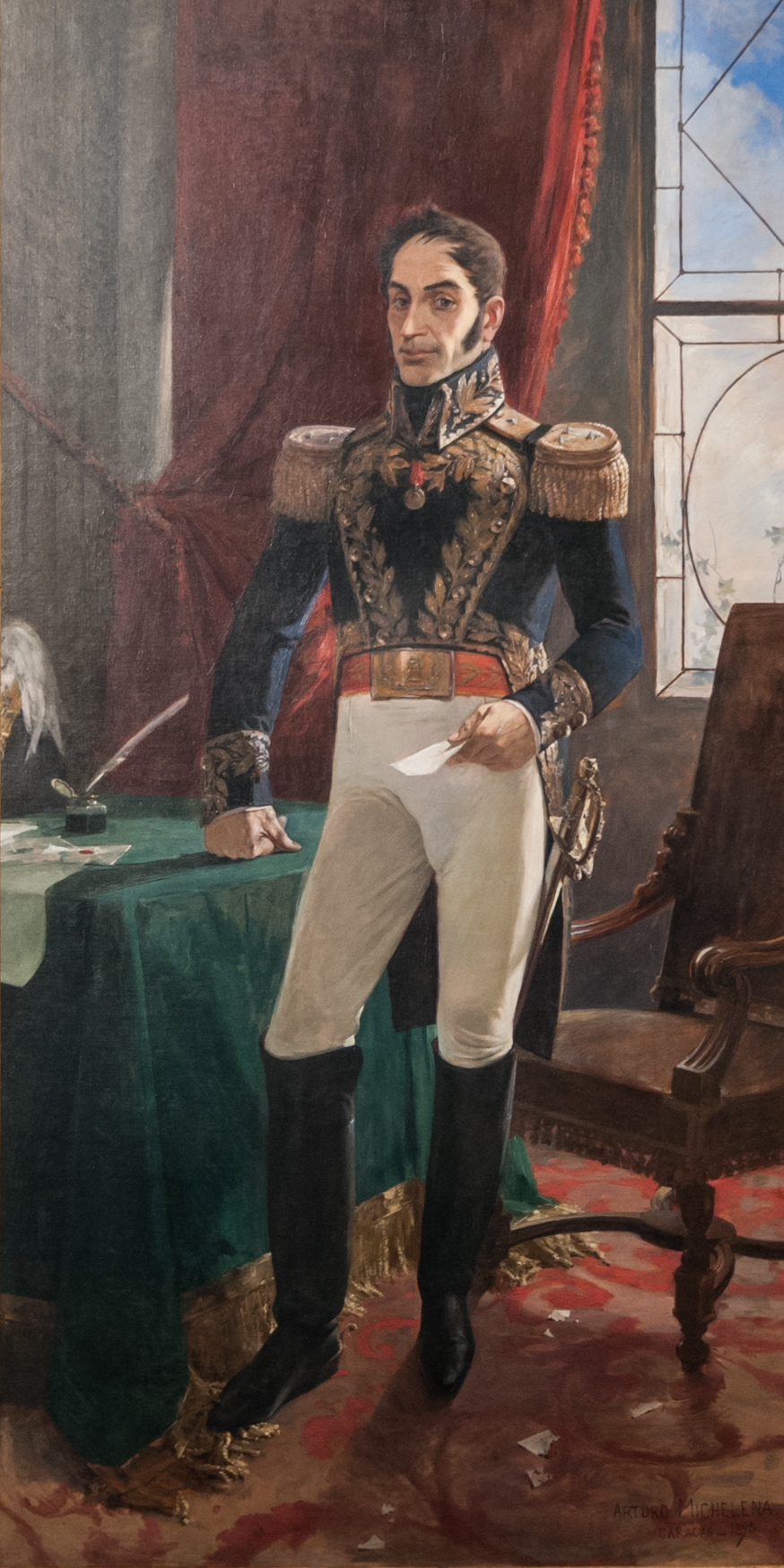
Generaal Simón Bolívar (1783-1830), een leider van de onafhankelijkheid in Latijns-Amerika.

Een opkomst van nationalisme in Latijns-Amerika in de jaren 1810 en 1820 leidde tot revoluties die Spanje bijna al zijn koloniën daar kostten. Spanje was van 1798 tot 1808 in oorlog met Groot-Brittannië, en de Britse Koninklijke Marine verbrak de contacten met zijn koloniën, waardoor het nationalisme opbloeide en de handel met Spanje werd opgeschort. De koloniën richtten tijdelijke regeringen of junta's op die effectief onafhankelijk waren van Spanje. Deze junta's werden opgericht als gevolg van het mislukken van de weerstand van Napoleon in Spanje. Ze dienden om nieuw leiderschap te bepalen en, in koloniën zoals Caracas, schaften ze de slavenhandel af, evenals de inheemse tribute. De verdeeldheid explodeerde tussen Spanjaarden die in Spanje waren geboren (genaamd "peninsulares") en degenen van Spaanse afkomst die in Nieuw-Spanje waren geboren (genaamd "criollos" in het Spaans). De twee groepen streden om macht, waarbij de criollos opriepen tot onafhankelijkheid. Spanje probeerde zijn legers in te zetten om terug te vechten, maar kreeg geen hulp van Europese machten. Sterker nog, Groot-Brittannië en de Verenigde Staten werkten tegen Spanje, waarbij ze de Monroedoctrine handhaafden. Spanje verloor al zijn Amerikaanse koloniën, behalve Cuba en Puerto Rico, in een complexe reeks opstanden van 1808 tot 1826.

#### Duitsland

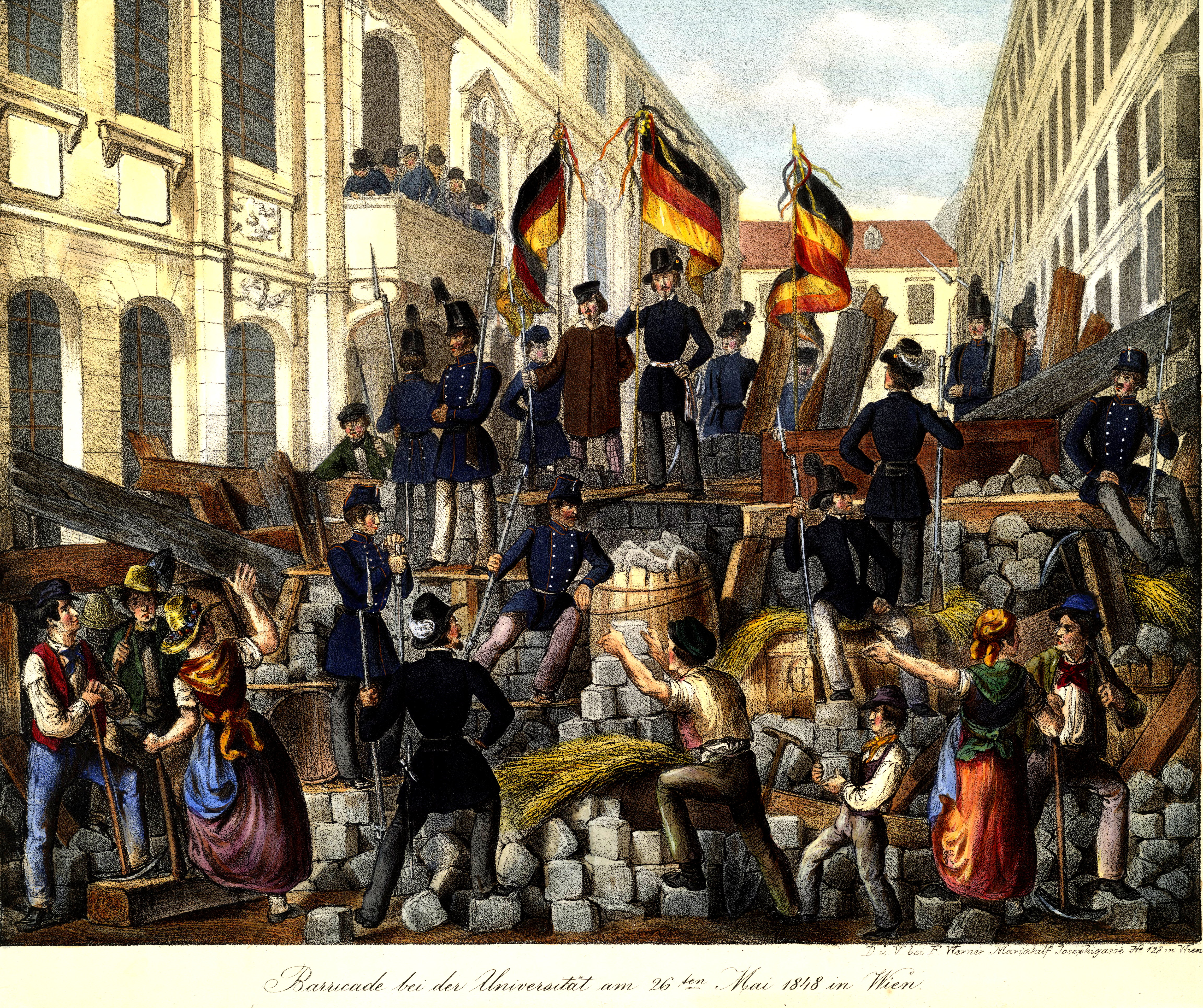
Revolutionairen in Wenen met Duitse driekleurige vlaggen, mei 1848

In de Duitse staten ten westen van Pruisen schafte Napoleon veel van de oude of middeleeuwse relicten af, zoals het opheffen van het Heilige Roomse Rijk in 1806. Hij voerde rationele rechtssystemen in en toonde aan hoe ingrijpende veranderingen mogelijk waren. Zijn organisatie van de Rijnbond in 1806 bevorderde een gevoel van nationalisme.
Nationalisten probeerden mannelijkheid te omvatten in hun streven naar kracht en eenheid. Het was de Pruisische kanselier Otto von Bismarck die Duitse eenheid bereikte door een reeks zeer succesvolle korte oorlogen tegen Denemarken, Oostenrijk en Frankrijk, die de pan-Duitse nationalisten in de kleinere Duitse staten opwond. Ze vochten in zijn oorlogen en sloten zich gretig aan bij het nieuwe Duitse Rijk, dat Bismarck bestuurde als een kracht voor balans en vrede in Europa na 1871.

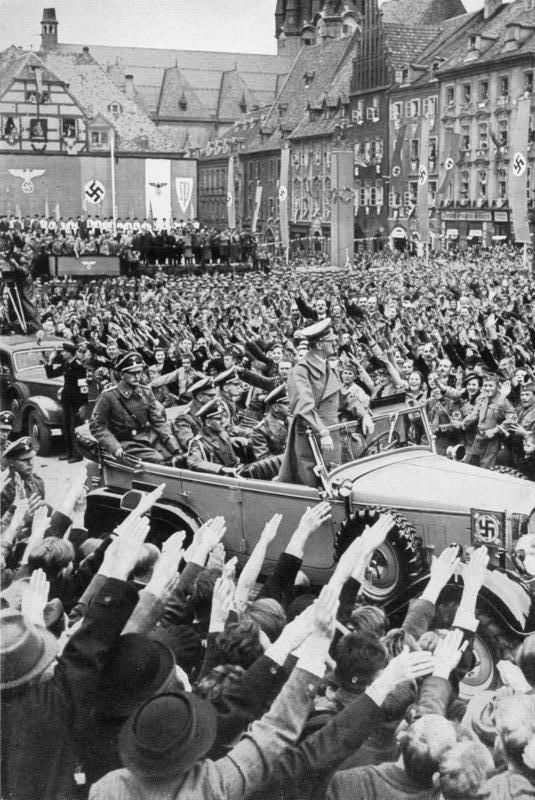
Adolf Hitler die verwelkomd wordt door een menigte in Sudetenland, waar de pro-nazistische Sudetenduitse Partij in mei 1938 88% van de etnisch-Duitse stemmen kreeg.

In de 19e eeuw werd het Duitse nationalisme bevorderd door Hegeliaans georiënteerde academische historici die Pruisen zagen als de ware drager van de Duitse geest, en de macht van de staat als het uiteindelijke doel van nationalisme. De drie belangrijkste historici waren Johann Gustav Droysen (1808–1884), Heinrich von Sybel (1817–1895) en Heinrich von Treitschke (1834–1896). Droysen evolueerde van liberalisme naar een intens nationalisme dat Pruisisch protestantisme, efficiëntie, vooruitgang en hervorming vierde, in schril contrast met het Oostenrijkse katholicisme, impotentie en achterlijkheid. Hij idealiseerde de Hohenzollern-koningen van Pruisen. Zijn grootschalige Geschiedenis van Pruisische Politiek (14 delen 1855–1886) legde de basis voor nationalistische studenten en geleerden. Von Sybel richtte het toonaangevende academische geschiedenistijdschrift, Historische Zeitschrift, op en als directeur van het Pruisische staatsarchief publiceerde hij enorme compilaties die werden verslonden door geleerden van nationalisme.
De meest invloedrijke van de Duitse nationalistische historici was Treitschke, die een enorme invloed had op elitestudenten aan de universiteiten van Heidelberg en Berlijn. Treitschke viel fel het parlementarisme, het socialisme, het pacifisme, de Engelsen, de Fransen, de Joden en de internationalisten aan. De kern van zijn boodschap was de noodzaak van een sterke, verenigde staat - een verenigd Duitsland onder Pruisisch toezicht. "Het is de hoogste plicht van de staat om zijn macht te vergroten," verklaarde hij. Hoewel hij afstamde van een Tsjechische familie, beschouwde hij zichzelf niet als Slavisch maar als Duits: "Ik ben duizend keer meer de patriot dan een professor."
Duits nationalisme, uitgedrukt door de ideologie van het nazisme, kan ook worden begrepen als transnationaal van aard. Dit aspect werd voornamelijk bepleit door Adolf Hitler, die later de leider werd van de Nazipartij. Deze partij was toegewijd aan wat zij identificeerden als een Arisch ras, dat in verschillende Europese landen woonde, maar soms vermengd was met vreemde elementen zoals Joden.
Ondertussen verwierpen de nazi's veel van de goed gevestigde burgers binnen diezelfde landen, zoals de Roma (zigeuners) en natuurlijk Joden, die zij niet identificeerden als Arisch. Een belangrijke nazistische doctrine was "Lebensraum" (alleen voor Ariërs) of "Lebensruimte", een grootschalig project om Ariërs te verplanten naar heel Polen, veel van Oost-Europa en de Baltische staten, en heel West-Rusland en Oekraïne. Lebensraum was dus een enorm project om het Arische ras ver buiten een bepaald land of nationale grenzen te bevorderen. De doelen van de nazi's waren gericht op racisme, het bevorderen van het Arische ras zoals zij het zagen, eugenetische modificatie van het menselijk ras en de uitroeiing van mensen die zij als inferieur beschouwden. Maar hun doelen waren transnationaal en bedoeld om zich over zoveel mogelijk van de wereld te verspreiden. Hoewel het nazisme de Duitse geschiedenis verheerlijkte, omarmde het ook de veronderstelde deugden en prestaties van het Arische ras in andere landen, waaronder India. Het Arischisme van de nazi's verlangde naar nu uitgestorven soorten superieure stieren die ooit door Ariërs werden gebruikt als vee, en andere kenmerken van de Arische geschiedenis die nooit binnen de grenzen van Duitsland als natie hebben bestaan.

#### Italië

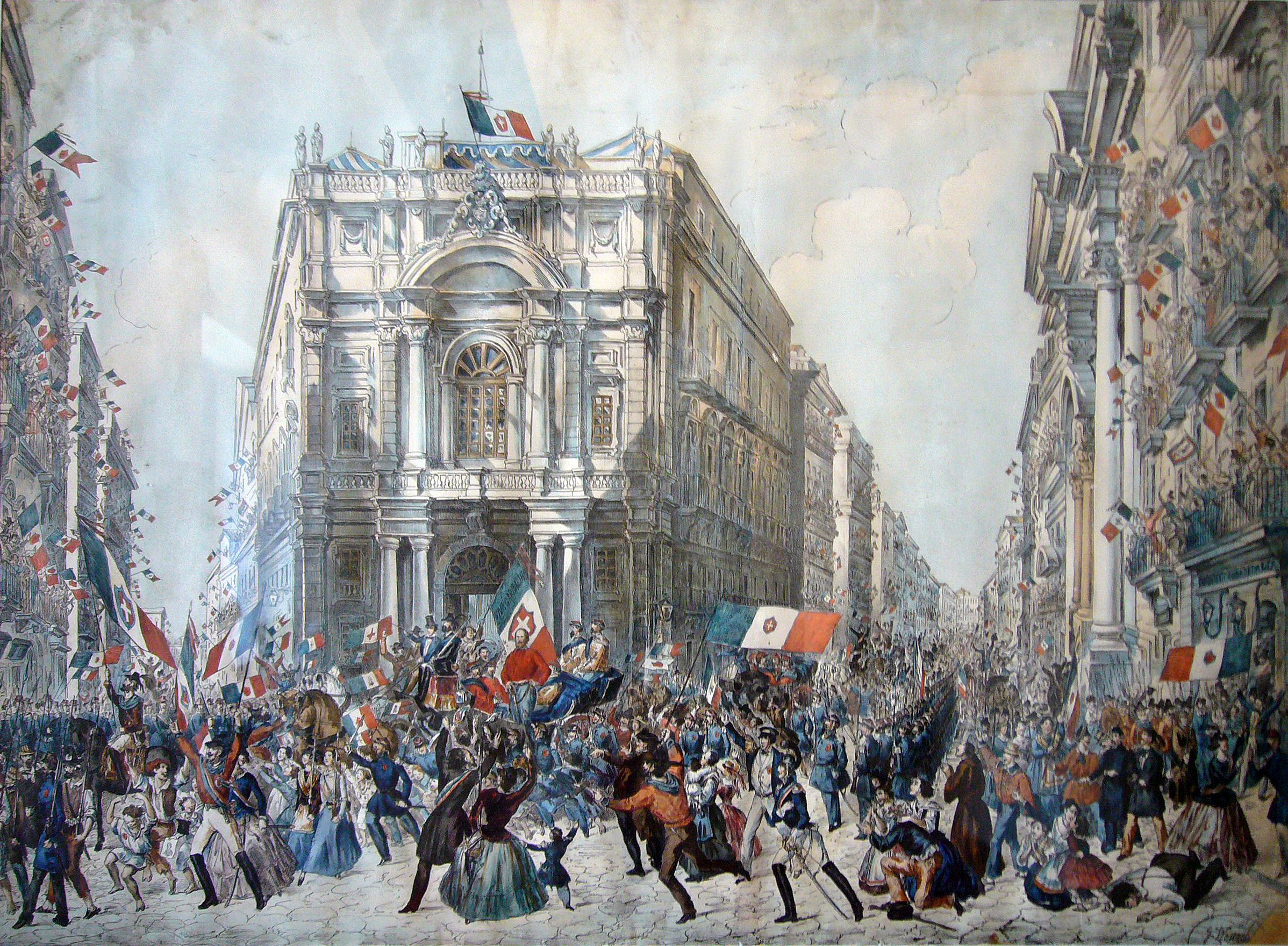
Mensen juichen als Giuseppe Garibaldi Napels binnenkomt in 1860.

Het Italiaans nationalisme kwam op in de 19e eeuw en was de drijvende kracht achter de Italiaanse eenwording of de Risorgimento (wat "heropleving" of "wedergeboorte" betekent). Het was de politieke en intellectuele beweging die de verschillende staten van het Italiaanse schiereiland consolideerde tot de enkele staat van het Koninkrijk Italië in 1861. De herinnering aan de Risorgimento staat centraal in het Italiaanse nationalisme, maar het was gebaseerd op de liberale middenklasse en bleek uiteindelijk enigszins zwak te zijn. De nieuwe regering behandelde het pas geannexeerde Zuiden als een soort onderontwikkelde provincie vanwege zijn "achterlijke" en arme samenleving, zijn slechte beheersing van standaard Italiaans (aangezien Italo-Dalmatische dialecten van het Napolitaans en Siciliaans veelvuldig werden gebruikt) en zijn lokale tradities. De liberalen waren altijd sterke tegenstanders geweest van de paus en de zeer goed georganiseerde Katholieke Kerk. De liberale regering onder de Siciliaan Francesco Crispi probeerde zijn politieke basis te vergroten door Otto von Bismarck na te bootsen en het Italiaanse nationalisme aan te wakkeren met een agressieve buitenlandse politiek. Dit lukte gedeeltelijk en zijn zaak werd achteruitgezet. Over zijn nationalistische buitenlandse beleid zegt historicus R. J. B. Bosworth:
Hij voerde beleid dat qua openlijke agressiviteit pas geëvenaard zou worden in de dagen van het fascistische regime. Crispi verhoogde de militaire uitgaven, sprak vrolijk over een Europese vuurzee en alarmeerde zijn Duitse of Britse vrienden met deze suggesties van preventieve aanvallen op zijn vijanden. Zijn beleid was desastreus, zowel voor de handel van Italië met Frankrijk, als, nog vernederender, voor de koloniale ambities in Oost-Afrika. Crispi's verlangen naar territorium daar werd gedwarsboomd toen op 1 maart 1896 de legers van de Ethiopische keizer Menelik Italiaanse troepen versloegen bij Adwa [...] in wat is gedefinieerd als een ongeëvenaarde ramp voor een modern leger. Crispi, wiens privéleven en persoonlijke financiën [...] objecten waren van voortdurende schandalen, ging in oneervol pensioen.
Italië sloot zich aan bij de Geallieerden in de Eerste Wereldoorlog na beloften van territorium, maar haar oorlogsinspanningen werden niet gehonoreerd na de oorlog, en dit feit bracht het liberalisme in diskrediet en baande de weg voor Benito Mussolini en een politieke doctrine van zijn eigen makelij, het fascisme. Mussolini's 20-jarige dictatuur omvatte een zeer agressief nationalisme dat leidde tot een reeks oorlogen met de oprichting van het Italiaanse Rijk, een alliantie met het Duitsland van Hitler, en vernedering en ontberingen in de Tweede Wereldoorlog. Na 1945 keerden de katholieken terug naar de regering en namen de spanningen enigszins af, maar de voormalige twee Siciliës bleven arm en gedeeltelijk onderontwikkeld (naar de normen van industrielanden). In de jaren vijftig en begin jaren zestig kende Italië een economische bloei die haar economie naar de vijfde plaats ter wereld bracht.

#### Spanje
Na de Oorlog van de Spaanse Successieoorlog, geworteld in de politieke positie van de Graaf-Hertog van Olivares en het absolutisme van Filips V, was de assimilatie van de Kroon van Aragon door de Castiliaanse Kroon via de Decreten van Nova planta de eerste stap in de oprichting van de Spaanse natie-staat. Zoals in andere hedendaagse Europese staten, was politieke eenheid de eerste stap in de oprichting van de Spaanse natie-staat, in dit geval niet op basis van een uniforme etnische basis, maar door de oplegging van de politieke en culturele kenmerken van de dominante etnische groep, in dit geval de Castilianen, over die van andere etnische groepen, die nationale minderheden werden om geassimileerd te worden. In feite zijn sinds de politieke eenwording van 1714 de Spaanse assimilatiebeleid ten opzichte van de Catalaanstalige gebieden (Catalonië, Valencia, de Balearen, een deel van Aragon) en andere nationale minderheden, zoals Basken en Galiciërs, een historische constante geweest.

Het nationaliseringsproces versnelde in de 19e eeuw, parallel aan de oorsprong van het Spaanse nationalisme, de sociale, politieke en ideologische beweging die probeerde een Spaanse nationale identiteit te vormen op basis van het Castiliaanse model, in conflict met de andere historische naties van de Staat. Politici van die tijd waren zich ervan bewust dat ondanks de agressieve beleidsmaatregelen die tot dan toe waren gevolgd, de uniforme en monoculturele "Spaanse natie" niet bestond, zoals in 1835 aangegeven door Antonio Alcalà Galiano, toen hij in de Cortes del Estatuto Real de moeite verdedigde.
Om van de Spaanse natie een natie te maken die noch is noch ooit geweest is tot nu toe.
Het opbouwen van de natie (zoals in Frankrijk, waar het de staat was die de natie creëerde, en niet het tegenovergestelde proces) is een ideaal dat de Spaanse elites voortdurend herhaalden, en, honderd jaar later dan Alcalá Galiano, bijvoorbeeld, kunnen we het ook vinden in de mond van de fascist José Pemartín, die de Duitse en Italiaanse modelleringsbeleid bewonderde:
Er is een innig en beslissend dualisme, zowel in het Italiaanse fascisme als in het Duitse nationaalsocialisme. Aan de ene kant wordt de Hegeliaanse leer van het absolutisme van de staat gevoeld. De staat komt voort uit de natie, vormt en vormt de mentaliteit van het individu; is, in de woorden van Mussolini, de ziel van de ziel.
En het zal weer gevonden worden tweehonderd jaar later, door de socialist Josep Borrell:
De moderne geschiedenis van Spanje is een ongelukkige geschiedenis die betekende dat we geen moderne staat hebben geconsolideerd. Onafhankelijkheidsstrijders denken dat de natie de staat maakt. Ik denk het tegenovergestelde. De staat maakt de natie. Een sterke staat die zijn taal, cultuur en onderwijs oplegt.
De creatie van de traditie van de politieke gemeenschap van Spanjaarden als gemeenschappelijk lot boven andere gemeenschappen wordt verondersteld terug te gaan tot de Cortes van Cádiz. Vanaf 1812 herzag het Spaanse liberalisme de voorgaande geschiedenis van Spanje en nam het de nationale bewustzijn en de Spaanse natie als vanzelfsprekend aan.
Een bijproduct van het 19e-eeuwse Spaanse nationalistische denken is het concept van de Reconquista, dat de kracht heeft om het gewapende idee van Spanje als een natie gevormd tegen de islam voort te stuwen. De sterke verwevenheid van nationalisme met kolonialisme is een ander kenmerk van de natievorming in de 19e eeuw in Spanje, waarbij de verdediging van slavernij en kolonialisme in Cuba vaak in staat was de spanningen tussen het vasteland en de elites van Catalonië en Madrid gedurende de hele periode te verzoenen.
Gedurende de eerste helft van de 20e eeuw (met name tijdens het bewind van Primo de Rivera en het Franco-regime), ontwikkelde zich een nieuwe vorm van Spaans nationalisme met een duidelijk militair karakter en een autoritaire houding (evenals het bevorderen van beleid ten gunste van de Spaanse taal ten opzichte van de andere talen in het land) als middel om het land te moderniseren, ontwikkeld door Spaanse conservatieven, waarbij regeneratieve principes werden samengevoegd met traditioneel Spaans nationalisme. Het autoritaire nationale ideaal werd hervat tijdens het Franco-regime, in de vorm van Nationaal-Katholicisme, dat op zijn beurt werd aangevuld met het mythe van Hispanidad.
Een onderscheidende manifestatie van Spaans nationalisme in de moderne Spaanse politiek is de uitwisseling van aanvallen met concurrerende regionale nationalismen. Aanvankelijk aanwezig na het einde van het Franco-regime in een nogal diffuse en reactieve vorm, wordt het Spaanse nationalistische discours vaak zelf gekenmerkt als "constitutioneel patriottisme" sinds de jaren 1980. Vaak genegeerd zoals in het geval van andere staatsnationalismen, is het vermeende "niet-bestaan" een gemeengoed geweest dat wordt beleden door prominente figuren in de publieke sfeer evenals de massamedia in het land.

#### Griekenland

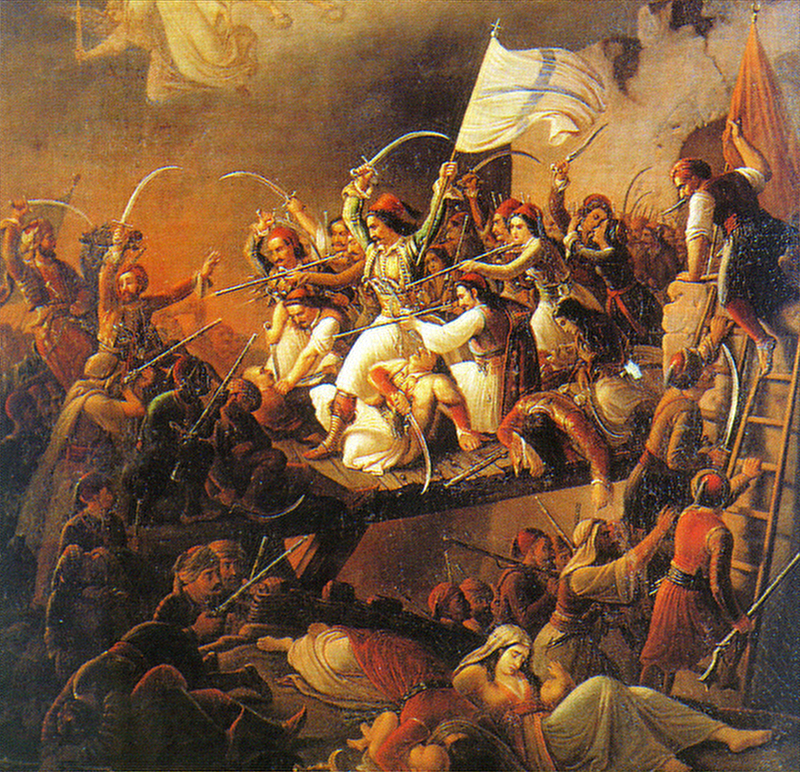
De Griekse Onafhankelijkheidsoorlog begon in 1821 als een opstand van Griekse revolutionairen tegen het heersende Ottomaanse Rijk.

Tijdens het begin van de 19e eeuw, geïnspireerd door romantiek, classicisme, eerdere bewegingen van Grieks nationalisme en mislukte Griekse opstanden tegen het Ottomaanse Rijk (zoals de Orlofika-opstand in Zuid-Griekenland in 1770, en de Epirus-Macedonische opstand in Noord-Griekenland in 1575), leidde Grieks nationalisme tot de Griekse onafhankelijkheidsoorlog. De Griekse drang naar onafhankelijkheid van het Ottomaanse Rijk in de jaren 1820 en 1830 inspireerde supporters in heel christelijk Europa, vooral in Groot-Brittannië, als gevolg van de westerse idealisering van het klassieke Griekenland en romantiek. Frankrijk, Rusland en Groot-Brittannië intervenieerden kritisch om het succes van dit nationalistische streven te verzekeren.

#### Servië

Ontbinding van Joegoslavië

Voor eeuwen werden de orthodox-christelijke Serviërs geregeerd door het islamitische Ottomaanse Rijk. Het succes van de Servische Revolutie tegen Ottomaanse heerschappij in 1817 markeerde de geboorte van het Vorstendom Servië. Het bereikte de facto onafhankelijkheid in 1867 en kreeg uiteindelijk internationale erkenning in 1878. Servië had geprobeerd zich te bevrijden en te verenigen met Bosnië en Herzegovina in het westen en Oud-Servië (Kosovo en Vardar Macedonië) in het zuiden. Nationalistische kringen in zowel Servië als Kroatië (deel van Oostenrijk-Hongarije) begonnen in de jaren 1860 te pleiten voor een grotere Zuid-Slavische unie, waarbij ze Bosnië als hun gemeenschappelijk land claimden op basis van gedeelde taal en traditie. In 1914 vermoordden Servische revolutionairen in Bosnië aartshertog Ferdinand. Oostenrijk-Hongarije, met Duitse steun, probeerde Servië in 1914 te verpletteren, waardoor de Eerste Wereldoorlog uitbrak waarin Oostenrijk-Hongarije uiteenviel in nationale staten.
In 1918 kwam de regio Banat, Bačka en Baranja onder controle van het Servische leger, later stemde de Grote Nationale Vergadering van Serviërs, Bunjevci en andere Slaven om zich bij Servië aan te sluiten; het Koninkrijk Servië sloot zich op 1 december 1918 aan bij de unie met de Staat van Slovenen, Kroaten en Serven, en het land werd genoemd het Koninkrijk van Serviërs, Kroaten en Slovenen. Het werd in 1929 hernoemd tot Joegoslavië, en een Joegoslavische identiteit werd gepromoot, wat uiteindelijk mislukte. Na de Tweede Wereldoorlog stichtten Joegoslavische communisten een nieuwe socialistische republiek Joegoslavië. Die staat viel in de jaren negentig opnieuw uiteen.

#### Polen
De oorzaak van het Poolse nationalisme werd herhaaldelijk gefrustreerd vóór 1918. In de jaren 1790 vielen de Habsburgse monarchie, Pruisen en Rusland Polen binnen, annexeerden het en verdeelden het vervolgens. Napoleon richtte het Hertogdom Warschau op, een nieuwe Poolse staat die een geest van nationalisme aanwakkerde. Rusland nam het in 1815 over als het Congres-Polen met de tsaar uitgeroepen tot "Koning van Polen". Grootschalige nationalistische opstanden braken uit in 1830 en 1863-64, maar werden hardhandig onderdrukt door Rusland, dat probeerde de Poolse taal, cultuur en religie meer op die van Rusland te laten lijken. De ineenstorting van het Russische Rijk in de Eerste Wereldoorlog stelde de grote mogendheden in staat om een onafhankelijk Polen te herstellen, dat standhield tot 1939. Ondertussen richtten Polen in gebieden die door Duitsland werden gecontroleerd zich op de zware industrie, maar hun religie kwam onder vuur te liggen door Bismarck in de Kulturkampf van de jaren 1870. De Polen sloten zich aan bij de Duitse katholieken in een goed georganiseerde nieuwe Centrumpartij en versloegen Bismarck politiek. Hij reageerde door de pesterijen stop te zetten en samen te werken met de Centrumpartij.
Aan het eind van de 19e en het begin van de 20e eeuw steunden veel Poolse nationalistische leiders het Piast-concept. Het hield in dat er duizend jaar eerder een Poolse utopie was tijdens de Piast-dynastie, en dat moderne Poolse nationalisten de centrale waarden van Polen voor de Polen moesten herstellen. Jan Poplawski had het "Piast-concept" in de jaren 1890 ontwikkeld, en het vormde het middelpunt van de Poolse nationalistische ideologie, vooral zoals gepresenteerd door de Nationale Democratie Partij, bekend als de "Endecja", geleid door Roman Dmowski. In tegenstelling tot het Jagiellon-concept was er geen concept voor een multi-etnisch Polen.
Het Piast-concept stond in tegenstelling tot het "Jagiellon-concept", dat multi-etniciteit toestond en Pools gezag over talrijke minderheidsgroepen zoals die in de Kresy mogelijk maakte. Het Jagiellon-concept was het officiële beleid van de regering in de jaren 1920 en 1930. Sovjet-dictator Jozef Stalin verwierp tijdens de conferentie van Teheran in 1943 het Jagiellon-concept omdat het Pools gezag over Oekraïners en Wit-Russen inhield. Hij endorseerde in plaats daarvan het Piast-concept, dat een enorme verschuiving van de grenzen van Polen naar het westen rechtvaardigde. Na 1945 omarmde het door de Sovjet-Unie gesteunde marionettencommunistische regime volledig het Piast-concept, waarbij het de kern werd van hun claim om de "ware erfgenamen van het Poolse nationalisme" te zijn. Na alle moorden, inclusief de Duitse nazi-bezetting, terreur in Polen en bevolkingsverplaatsingen tijdens en na de oorlog, werd de natie officieel verklaard als 99% etnisch Pools.
In de huidige Poolse politiek wordt het Poolse nationalisme het meest openlijk vertegenwoordigd door partijen die verbonden zijn in de coalitie van de Confederatie voor Vrijheid en Onafhankelijkheid. Vanaf 2020 had de Confederatie, bestaande uit verschillende kleinere partijen, 11 afgevaardigden (minder dan 7%) in de Sejm.

#### Bulgarije
Het moderne Bulgaarse nationalisme ontstond onder Ottomaanse heerschappij aan het einde van de 18e en het begin van de 19e eeuw, onder invloed van westerse ideeën zoals liberalisme en nationalisme, die het land binnensijpelden na de Franse Revolutie.
De Bulgaarse nationale opleving begon met het werk van Sint Paisius van Hilendar, die zich verzette tegen de Griekse dominantie van de Bulgaarse cultuur en religie. Zijn werk Istoriya Slavyanobolgarskaya ("Geschiedenis van de Slavisch-Bulgaren"), dat verscheen in 1762, was het eerste werk van de Bulgaarse historiografie. Het wordt beschouwd als het grootste werk van Paisius en een van de grootste stukken Bulgaarse literatuur. Hierin interpreteerde Paisius de middeleeuwse Bulgaarse geschiedenis met als doel de geest van zijn natie te doen herleven.
Zijn opvolger was Sint Sofronius van Vratsa, die de strijd begon voor een onafhankelijke Bulgaarse kerk. Een autonoom Bulgaars Exarchaat werd opgericht in 1870/1872 voor het Bulgaarse diocees waarin minstens twee derde van de orthodoxe christenen bereid waren zich erbij aan te sluiten.
In 1869 werd de Interne Revolutionaire Organisatie geïnitieerd.
De Aprilopstand van 1876 resulteerde indirect in de heroprichting van Bulgarije in 1878.

#### Joodse nationalisme

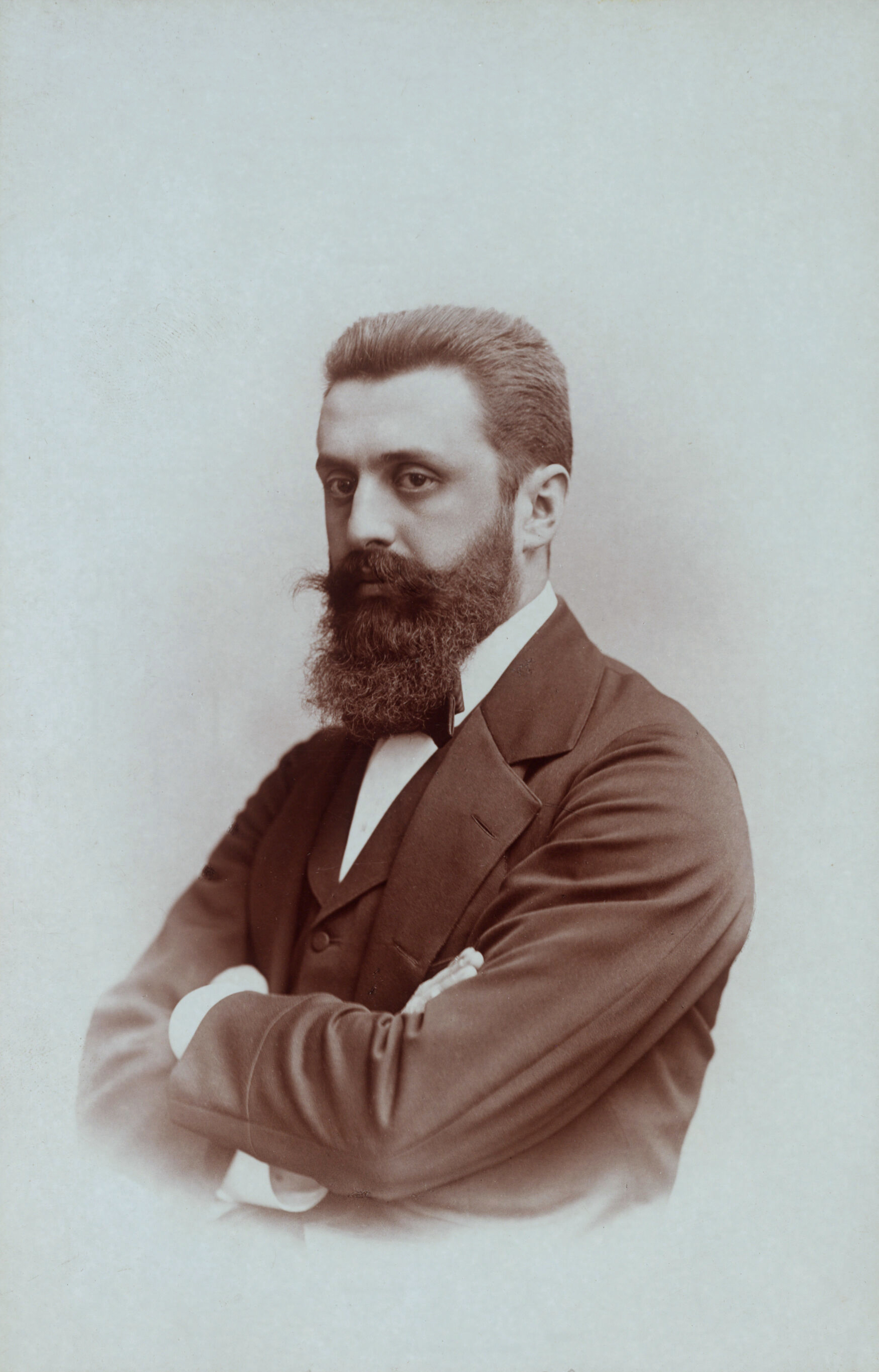
Theodor Herzl was de oprichter van de moderne zionistische beweging. In zijn pamflet Der Judenstaat uit 1896 stelde hij zich de oprichting voor van een toekomstige onafhankelijke Joodse staat in de 20e eeuw.

Joodse nationalisme ontstond in de tweede helft van de 19e eeuw, grotendeels als reactie op de opkomst van natiestaten. Traditioneel leefden Joden onder onzekere en onderdrukkende omstandigheden. In West-Europa assimileerden Joden die niet onderworpen waren aan dergelijke beperkingen sinds de emancipatie van het begin van de 19e eeuw vaak in de dominante cultuur. Zowel assimilatie als de traditionele tweederangspositie van Joden werden beschouwd als bedreigingen voor de Joodse identiteit door Joodse nationalisten. De methode om deze bedreigingen te bestrijden verschilde tussen de verschillende nationale bewegingen onder Joden.
Zionisme, uiteindelijk de meest succesvolle van de Joodse nationalistische bewegingen, pleitte voor de oprichting van een Joodse staat in het Land van Israël. Labour Zionisme hoopte dat de nieuwe Joodse staat gebaseerd zou zijn op socialistische principes. Ze stelden zich een nieuwe Jood voor die, in tegenstelling tot de Joden van de diaspora, sterk was, het land bewerkte en Hebreeuws sprak. Religieus Zionisme had daarentegen verschillende religieuze redenen om terug te keren naar Israël. Hoewel volgens historicus David Engel, het Zionisme meer te maken had met de angst dat Joden verspreid en onbeschermd zouden eindigen, dan met het vervullen van oude profetieën uit historische teksten. De inspanningen van de zionistische beweging resulteerden uiteindelijk in de oprichting van de staat Israël.
Joods Territorialisme splitste zich in 1903 af van de zionistische beweging en pleitte voor een Joodse staat waar dan ook. Naarmate meer Joden naar Palestina trokken, verloor de belangrijkste territorialistische organisatie steun en werd uiteindelijk ontbonden in 1925. Kleinere territorialistische bewegingen bleven bestaan tot de oprichting van de staat Israël.
Joods Autonomisme en Bundisme pleitten daarentegen voor Joodse nationale autonomie binnen het gebied waarin ze al woonden. De meeste manifestaties van deze beweging waren van linkse aard en actief anti-Zionistisch. Hoewel het succesvol was onder Oost-Europese Joden in het begin van de 20e eeuw, verloor het de meeste steun door de Holocaust, hoewel sommige steun tot in de 20e eeuw bleef bestaan.

### 20ste eeuw

#### China

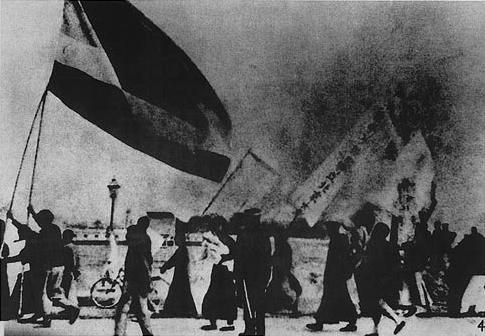
Aan het begin van de 20e eeuw nam het nationalisme in China sterk toe, met als hoogtepunt de Vier Mei Beweging in 1919.

De ontwaking van nationalisme in heel Azië heeft de geschiedenis van het continent mede vormgegeven. Het sleutelmoment was de beslissende nederlaag van Rusland door Japan in 1905, waarbij de militaire vooruitgang van niet-Europeanen in een moderne oorlog werd aangetoond. De nederlaag leidde snel tot uitingen van een nieuw interesse in nationalisme in China, evenals in Turkije en Perzië. In China lanceerde Sun Yat-sen (1866-1925) zijn nieuwe partij, de Kuomintang (National volks's Partij), in verzet tegen het vervallen keizerrijk, dat werd geregeerd door buitenstaanders. De rekruten van de Kuomintang beloofden:
Vanaf dit moment zal ik het oude vernietigen en het nieuwe opbouwen, en vechten voor de zelfbeschikking van het volk, en al mijn kracht inzetten voor de steun aan de Chinese Republiek en de verwezenlijking van democratie door middel van de Drie Principes, ... voor de vooruitgang van goed bestuur, het geluk en de eeuwige vrede van het volk, en voor het versterken van de fundamenten van de staat in naam van vrede over de hele wereld.
De Kuomintang regeerde grotendeels over China totdat de communisten in 1949 aan de macht kwamen. Maar de laatsten waren ook sterk beïnvloed door Suns nationalisme, evenals door de Beweging van 4 mei in 1919. Het was een landelijke protestbeweging over de binnenlandse achterlijkheid van China en is vaak afgeschilderd als de intellectuele basis voor het Chinese communisme. De Nieuwe Cultuurbeweging, gestimuleerd door de Beweging van 4 mei, kwam tot bloei in de jaren 1920 en 1930. Historicus Patricia Ebrey zegt:
Nationalisme, patriottisme, vooruitgang, wetenschap, democratie en vrijheid waren de doelen; imperialisme, feodalisme, krijgsheerschappij, autocratie, patriarchaat en blinde trouw aan traditie waren de vijanden. Intellectuelen worstelden met hoe ze sterk en modern konden zijn en toch Chinees, hoe ze China als politieke entiteit konden behouden in de wereld van concurrerende naties.

#### Afrika

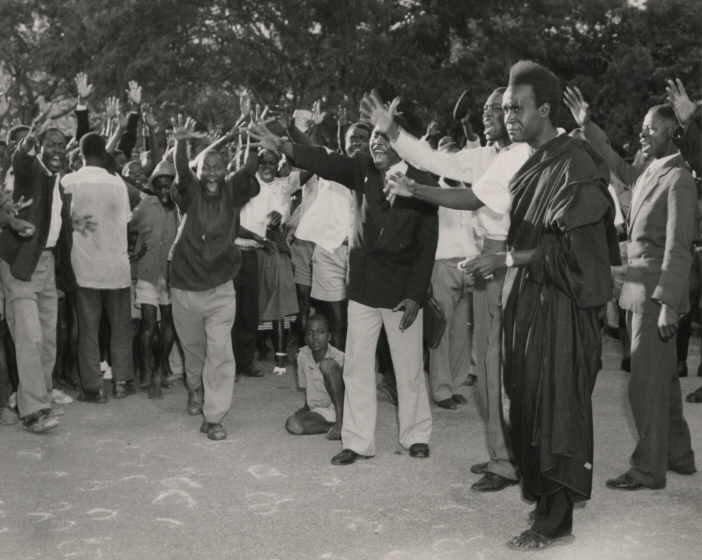
Kenneth Kaunda vader van het Afrikaans Humanisme, en vooraanstaande Zambiaanse onafhankelijkheidsactivist, afgebeeld tijdens een politieke bijeenkomst in Noord-Rhodesia (nu Zambia) in 1960.

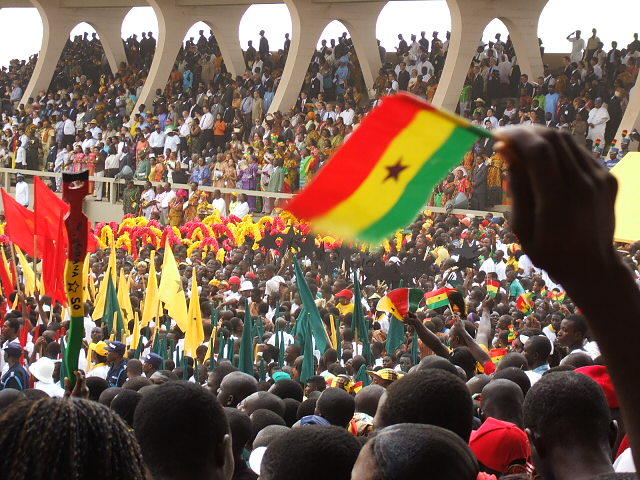
Ghanese nationalisten vieren de 50e verjaardag van de nationale onafhankelijkheid in 2007.

In de jaren 1880 verdeelden Europese mogendheden vrijwel heel Afrika onderling, waarbij alleen Ethiopië en Liberia onafhankelijk bleven. Koloniale overheersing bleef aanhouden tot na de Tweede Wereldoorlog, toen de krachten van nationalisme sterker werden. In de jaren 1950 en 1960 werden koloniale bezittingen onafhankelijke staten. Hoewel dit proces meestal vreedzaam verliep, waren er enkele langdurige en bloedige burgerconflicten, zoals in Algerije en Kenia.
Afrikaans nationalisme maakte gebruik van de organisatorische vaardigheden die inheemse bevolkingsgroepen hadden opgedaan tijdens hun dienst in Britse, Franse en andere koloniale legers tijdens de wereldoorlogen. Dit leidde tot de opkomst van organisaties die onafhankelijk waren van zowel koloniale als traditionele machtsstructuren, die ze uitdaagden en uiteindelijk vervingen. Nationalistische bewegingen namen de controle over bij het vertrek van Europese autoriteiten, vaak met langdurig leiderschap of totdat hun leiders overleden. Deze bewegingen omvatten verschillende domeinen, waaronder politiek, onderwijs, religie en sociale organisaties. In de loop der jaren hebben veel Afrikaanse landen verschuivingen in nationalistische gevoelens gezien, die de dynamiek van gecentraliseerde staatsmacht en patrimoniaal bestuur hebben hervormd.

##### Zuid-Afrika
Zuid-Afrika, een Britse kolonie, week af van dit patroon door vrijwel onafhankelijkheid te bereiken tegen 1931. Vanaf 1948 kwam het onder controle van blanke Afrikaner-nationalisten die rassenscheiding en minderheidsregering, bekend als apartheid, invoerden. Dit systeem duurde voort tot 1994, toen er multiraciale verkiezingen werden gehouden en Nelson Mandela tot president werd gekozen. De internationale anti-apartheidsbeweging speelde een cruciale rol bij het ondersteunen van Zuid-Afrikaanse nationalisten totdat hun doelstellingen werden bereikt.

##### Congo

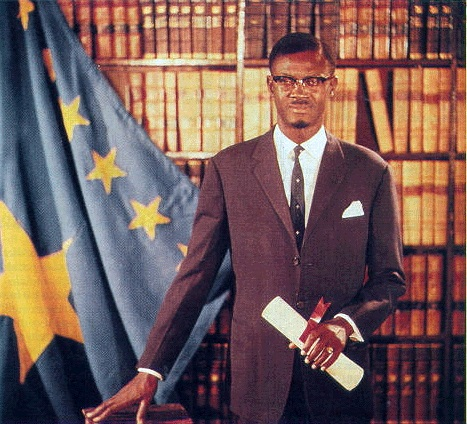
Officiële portret van Lumumba als premier van de Republiek Congo, 1960.

Het territorium van Congo werd gevormd door Koning Leopold II, die de naam ontleenden aan het historische Koninkrijk Kongo. Op dat moment bestond er echter geen concept van een Congolese volk, omdat de bewoners van de regio verdeeld waren in etnische groepen. Het Congolese nationalisme manifesteerde zich voor het eerst in 1959 tijdens opstanden tegen de Belgische koloniale overheersing. Na de onafhankelijkheid stortten pogingen om het land te verenigen snel in, toen Joseph-Désiré Mobutu in 1960 in opstand kwam tegen de regering van Patrice Lumumba. Na enkele jaren aan de macht hernoemde Mobutu het land tot Zaïre in 1971 en trachtte hij een verenigde Zaïrese natie te vormen door middel van zijn beleid van Zaïrianisatie. Dit omvatte onder meer pogingen om het als koloniaal beschouwde christendom te zuiveren. Sommige critici beweren dat het Zaïrees-Congolese nationalisme een manipulatieve strategie van Mobutu was om zijn regime te rechtvaardigen. Deze kritiek werd echter betwist door de voortdurende aanwezigheid van post-Mobutu nationalisme na de val van Mobutu, en door de herbenoeming van het land tot de Democratische Republiek Congo.

#### Midden-Oosten

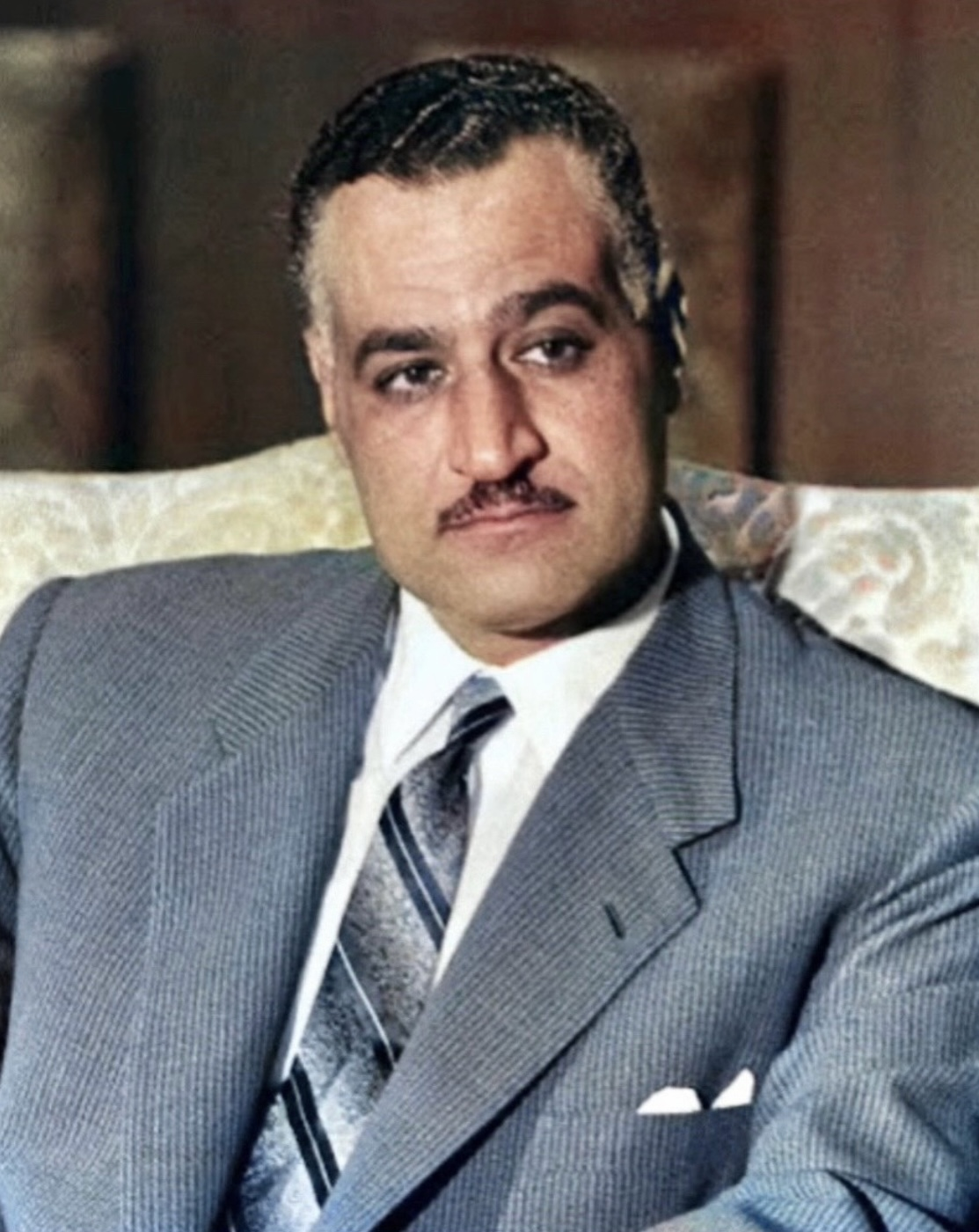
Gamal Abdel Nasser

Het Arabisch nationalisme, een beweging die streeft naar de bevrijding en macht van de Arabische volkeren in het Midden-Oosten, ontstond in de late 19e eeuw en werd geïnspireerd door andere onafhankelijkheidsbewegingen uit de 18e en 19e eeuw. Naarmate het Ottomaanse Rijk verzwakte en het Midden-Oosten werd opgedeeld door de grote mogendheden van Europa, streefden Arabieren naar de oprichting van hun eigen onafhankelijke naties geregeerd door Arabieren, in plaats van buitenlanders. Syrië werd opgericht in 1920; Transjordanië (later Jordanië) verkreeg geleidelijk aan onafhankelijkheid tussen 1921 en 1946; Saoedi-Arabië werd opgericht in 1932; en Egypte bereikte geleidelijk aan onafhankelijkheid tussen 1922 en 1952. De Arabische Liga werd opgericht in 1945 om Arabische belangen te bevorderen en samenwerking tussen de nieuwe Arabische staten te stimuleren.
De zionistische beweging ontstond onder Joden in de 19e eeuw. In 1882 begonnen Joden uit Europa naar het Ottomaanse Palestina te emigreren met als doel een nieuw Joods thuisland op te richten. De meerderheid van de lokale Joodse bevolking in Palestina, eiste onafhankelijkheid van het Britse mandaat.

### 21ste eeuw
De opkomst van het globalisme in het laatste deel van de 20e eeuw leidde tot een toename van nationalisme en populisme in Europa en Noord-Amerika. Deze trend werd verder aangewakkerd door toenemend terrorisme in het Westen (de aanslagen van 11 september in de Verenigde Staten zijn hiervan een duidelijk voorbeeld), toenemende onrust en burgeroorlogen in het Midden-Oosten, en golven van moslimvluchtelingen, vooral uit de Syrische burgeroorlog, die Europa overspoelden (vanaf 2016 lijkt de vluchtelingencrisis zijn hoogtepunt te hebben bereikt). Nationalistische groepen zoals Pegida in Duitsland, het Front National in Frankrijk, het Vlaams Belang in België, de Partij Voor de Vrijheid in Nederland en de UK Independence Party in het Verenigd Koninkrijk kregen meer aandacht in hun respectievelijke landen door het pleiten voor beperkingen op immigratie om de lokale bevolking te beschermen. In Rusland heeft de exploitatie van nationalistische sentimenten Vladimir Poetin geholpen zijn macht te consolideren. Dit nationalistische sentiment werd gebruikt bij de annexatie van de Krim in 2014 en andere acties in Oekraïne. Nationalistische bewegingen begonnen geleidelijk aan ook op te komen in Centraal-Europa, met name in Polen, onder invloed van de partij Recht en Rechtvaardigheid (geleid door Jarosław Kaczyński). In Hongarije is de anti-immigratieretoriek en de houding tegen buitenlandse invloed een krachtige nationale bindmiddel dat wordt gepromoot door de regerende Fidesz-partij (geleid door Viktor Orbán). Nationalistische partijen hebben zich ook aangesloten bij regeringscoalities in Bulgarije, Slowakije, Letland en Oekraïne.

##### Catalanisme
Sinds 2010 hebben Catalaanse nationalisten een hernieuwde Catalaanse onafhankelijkheidsbeweging geleid en de onafhankelijkheid van Catalonië uitgeroepen. De beweging is tegengewerkt door Spaanse nationalisten. In de jaren 2010 hebben de Griekse economische crisis en golven van immigratie geleid tot een aanzienlijke opkomst van Grieks nationalisme in heel Griekenland, vooral onder jongeren.

##### hindoenationalisme
In India is het hindoenationalisme populair geworden met de opkomst van de Bharatiya Janata Partij, een nationalistische partij die sinds 2014 India op nationaal niveau regeert. De opkomst van religieus nationalisme gaat gepaard met de opkomst van populisme in India, met de verkiezing en herverkiezing van populistisch leider Narendra Modi als premier, die economische welvaart voor allen beloofde en een einde aan corruptie.

##### boeddhistisch nationalisme
Van militant boeddhistisch nationalisme is sprake in Myanmar, Thailand en Sri Lanka.

##### Japan
In Japan ontwikkelden nationalistische invloeden in de regering zich gedurende het begin van de 21e eeuw, grotendeels vanuit de uiterst rechtse en ultraconservatieve organisatie Nippon Kaigi. De nieuwe beweging heeft gepleit voor het herstel van Japan als militaire macht en heeft revisionistische historische vertellingen bevorderd waarin gebeurtenissen zoals het bloedbad van Nanking worden ontkend.

##### Schotland
In Schotland werd op 18 september 2014 een referendum gehouden over onafhankelijkheid van het Verenigd Koninkrijk. Het voorstel werd verworpen, met 55,3% die tegen onafhankelijkheid stemde. In een referendum in 2016 stemde het Britse volk voor terugtrekking van het Verenigd Koninkrijk uit de Europese Unie (bekend als Brexit). Het resultaat was grotendeels onverwacht en werd gezien als een overwinning van populisme. Omdat het behoud van het lidmaatschap van de Europese Unie een kernpunt was van de anti-onafhankelijkheidscampagne tijdens het Schotse referendum, zijn er oproepen geweest voor een tweede referendum over de Schotse onafhankelijkheid.

##### Verenigde Staten

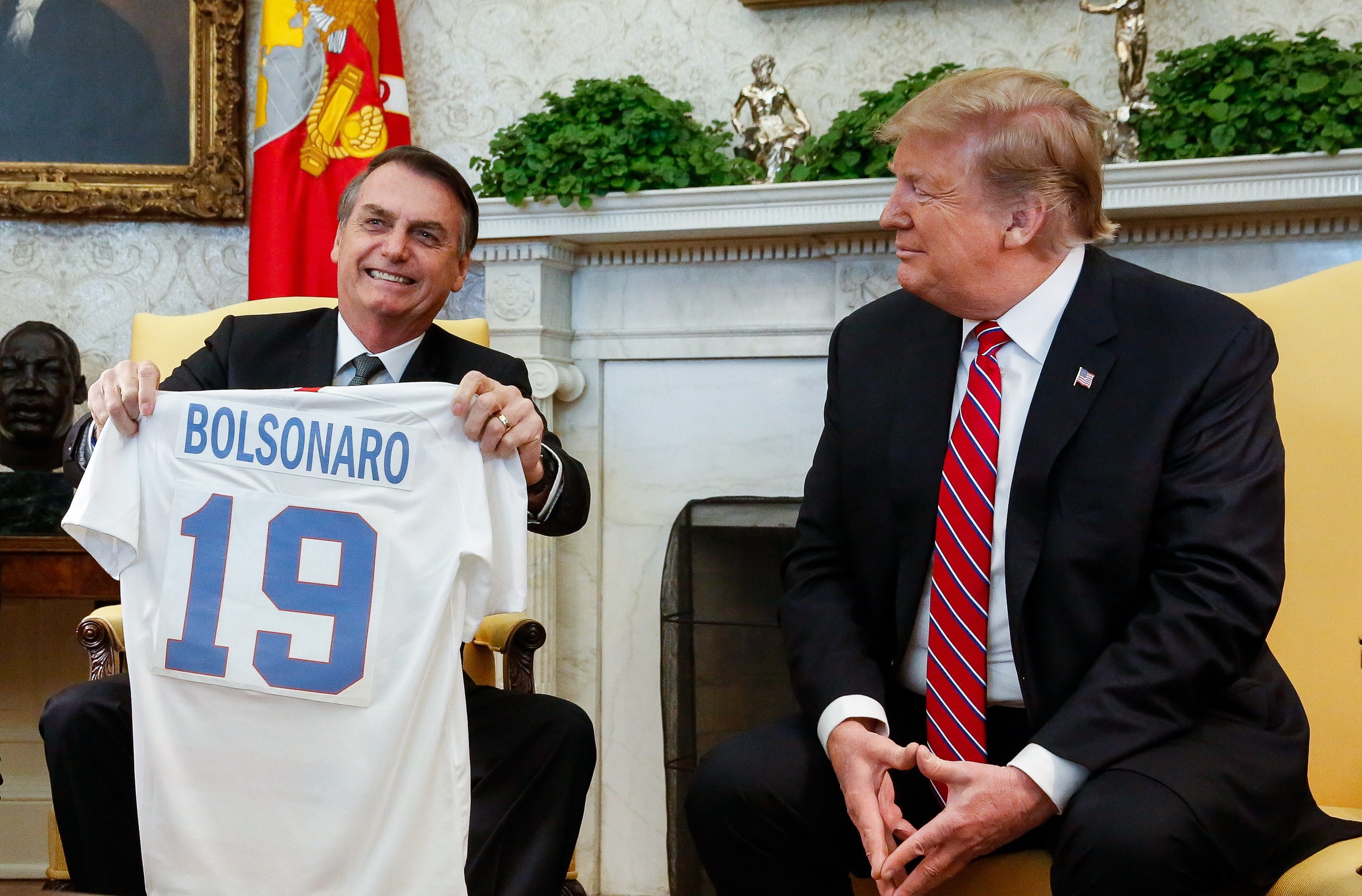
De Braziliaanse ex-president Jair Bolsonaro, ook wel de "Tropische Trump" genoemd, met de Amerikaanse president Donald Trump

In de Amerikaanse presidentscampagne van 2016 zag men de ongekende opkomst van Donald Trump, een zakenman zonder politieke ervaring die campagne voerde op een populistisch platform en moeite had om steun te krijgen van mainstream politieke figuren, zelfs binnen zijn eigen partij. Trump's slogans "Make America Great Again" en "America First" belichaamden de afwijzing van globalisme door zijn campagne en zijn uitgesproken nationalistische standpunt. Zijn onverwachte overwinning bij de verkiezingen werd gezien als onderdeel van dezelfde trend die had geleid tot de Brexit-stem. Op 22 oktober 2018, twee weken voor de tussentijdse verkiezingen, verklaarde president Trump openlijk dat hij een nationalist was voor een juichende menigte tijdens een rally in Texas ter ondersteuning van de herverkiezing van senator Ted Cruz, die ooit een tegenstander was. Op 29 oktober 2018 gelijkstelde Trump nationalisme aan patriottisme, door te zeggen: "Ik ben trots op dit land en ik noem dat nationalisme".

##### Filipijnen
In 2016 werd Rodrigo Duterte president van de Filipijnen met een duidelijk nationalistische campagne. In tegenstelling tot het beleid van zijn recente voorgangers, distantieerde hij het land van de voormalige heerser, de Verenigde Staten, en zocht hij nauwere banden met China (en ook met Rusland).

##### Turkije
In 2017 zorgde Turks nationalisme ervoor dat president Recep Tayyip Erdoğan ongekende macht verwierf in een nationaal referendum. De reacties van wereldleiders waren gemengd, waarbij West-Europese leiders over het algemeen bezorgdheid uitten, terwijl de leiders van veel van de meer autoritaire regimes, evenals president Trump, hun felicitaties aanboden.

## Politieke wetenschap
Veel politicologen hebben theoretische ideeën ontwikkeld over de fundamenten van de moderne natiestaat en het concept van soevereiniteit. Het concept nationalisme in de politicologie leunt op deze theoretische fundamenten. Filosofen zoals Machiavelli, Locke, Hobbes en Rousseau conceptualiseerden de staat als het resultaat van een "sociaal contract" tussen heersers en individuen. Max Weber geeft de meest gebruikte definitie van de staat, namelijk "die menselijke gemeenschap die succesvol aanspraak maakt op het monopolie van legitiem fysiek geweld binnen een bepaald grondgebied". Volgens Benedict Anderson zijn naties "Verbeelde Gemeenschappen", of sociaal geconstrueerde instellingen.
Veel geleerden hebben gewezen op de relatie tussen staatsvorming, oorlog en nationalisme. John Etherington betoogt dat nationalisme inherent uitsluitend is en dus potentieel gewelddadig, terwijl Jeffrey Herbst stelt dat externe bedreigingen nationalistische sentimenten kunnen bevorderen: "Externe bedreigingen hebben zo'n krachtig effect op nationalisme omdat mensen op een diepgaande manier beseffen dat ze bedreigd worden vanwege wie ze zijn als natie; ze worden gedwongen te erkennen dat het alleen als natie is dat ze de dreiging succesvol kunnen overwinnen". Met toenemende externe dreigingen neemt de extractieve capaciteit van de staat toe. Hij verbindt het gebrek aan externe dreigingen met landen in Sub-Sahara Afrika, na de onafhankelijkheid, met zwak nationaal nationalisme en staatscapaciteit. Barry Posen betoogt dat nationalisme de intensiteit van oorlog verhoogt en dat staten nationalisme opzettelijk bevorderen met als doel hun militaire capaciteiten te verbeteren. De meeste nieuwe natiestaten sinds 1815 zijn ontstaan door dekolonisatie.
Adria Lawrence heeft betoogd dat nationalisme in de koloniale wereld werd aangewakkerd door het falen van koloniale machten om gelijke politieke rechten uit te breiden naar de onderdanen in de koloniën, waardoor zij werden aangespoord om onafhankelijkheid na te streven. Michael Hechter heeft op vergelijkbare wijze betoogd dat "perifere nationalisme" ontstond wanneer rijken perifere regio's verhinderden om autonomie en lokaal bestuur te hebben.

## Sociologie
De sociologische of modernistische interpretatie van nationalisme en natievorming stelt dat nationalisme ontstaat en bloeit in moderne samenlevingen die beschikken over een industriële economie die zelfvoorzienend is, een centrale opperste autoriteit die in staat is om autoriteit en eenheid te handhaven, en een gecentraliseerde taal die begrepen wordt door een gemeenschap van mensen. Moderne theoretici wijzen erop dat dit alleen mogelijk is in moderne samenlevingen, terwijl traditionele samenlevingen doorgaans niet beschikken over de vereisten voor nationalisme. Ze hebben geen moderne zelfvoorzienende economie, hebben verdeelde autoriteiten en gebruiken meerdere talen, waardoor veel groepen niet met elkaar kunnen communiceren.
Prominente theoretici die de modernistische interpretatie van naties en nationalisme hebben ontwikkeld, zijn onder meer Carlton J. H. Hayes, Henry Maine, Ferdinand Tönnies, Rabindranath Tagore, Émile Durkheim, Max Weber, Arnold Joseph Toynbee en Talcott Parsons.
In zijn analyse van de historische veranderingen en ontwikkeling van menselijke samenlevingen merkte Henry Maine op dat het belangrijkste onderscheid tussen traditionele samenlevingen wordt gedefinieerd als "status" samenlevingen gebaseerd op familievereniging en functioneel diffuse rollen voor individuen, en moderne samenlevingen gedefinieerd als "contract" samenlevingen waar sociale relaties worden bepaald door rationele contracten die individuen nastreven om hun belangen te bevorderen. Maine zag de ontwikkeling van samenlevingen als een beweging weg van traditionele statussamenlevingen naar moderne contractsamenlevingen.
In zijn boek Gemeinschaft und Gesellschaft (1887) definieerde Ferdinand Tönnies een Gemeinschaft ("gemeenschap") als gebaseerd op emotionele banden zoals die worden toegeschreven aan traditionele samenlevingen, terwijl hij een Gesellschaft ("samenleving") definieerde als een onpersoonlijke samenleving die modern is. Hoewel hij de voordelen van moderne samenlevingen erkende, bekritiseerde hij ze ook vanwege hun koude en onpersoonlijke aard die vervreemding veroorzaakte, terwijl hij de intimiteit van traditionele gemeenschappen prees.
Émile Durkheim breidde Tönnies' erkenning van vervreemding uit en definieerde de verschillen tussen traditionele en moderne samenlevingen als zijnde tussen samenlevingen gebaseerd op "mechanische solidariteit" versus samenlevingen gebaseerd op "organische solidariteit". Durkheim identificeerde mechanische solidariteit als betrokken bij gewoonte, gebruik en onderdrukking die noodzakelijk was om gedeelde opvattingen te handhaven. Durkheim identificeerde samenlevingen gebaseerd op organische solidariteit als moderne samenlevingen waarin sprake is van arbeidsverdeling gebaseerd op sociale differentiatie die vervreemding veroorzaakt. Durkheim beweerde dat sociale integratie in traditionele samenleving een autoritaire cultuur vereiste waarin de acceptatie van een sociale orde centraal stond. Durkheim beweerde dat de moderne samenleving integratie baseert op de wederzijdse voordelen van de arbeidsverdeling, maar merkte op dat het onpersoonlijke karakter van het moderne stadsleven vervreemding en gevoelens van anomie veroorzaakte.
Max Weber beweerde dat de verandering die moderne samenlevingen en naties heeft ontwikkeld het resultaat is van de opkomst van een charismatisch leider aan de macht in een samenleving die een nieuwe traditie of een rationeel-legaal systeem creëert dat de opperste autoriteit van de staat vaststelt. Weber's opvatting van charismatisch gezag is opgemerkt als de basis van veel nationalistische regeringen.

## Primordialistische evolutionaire interpretatie

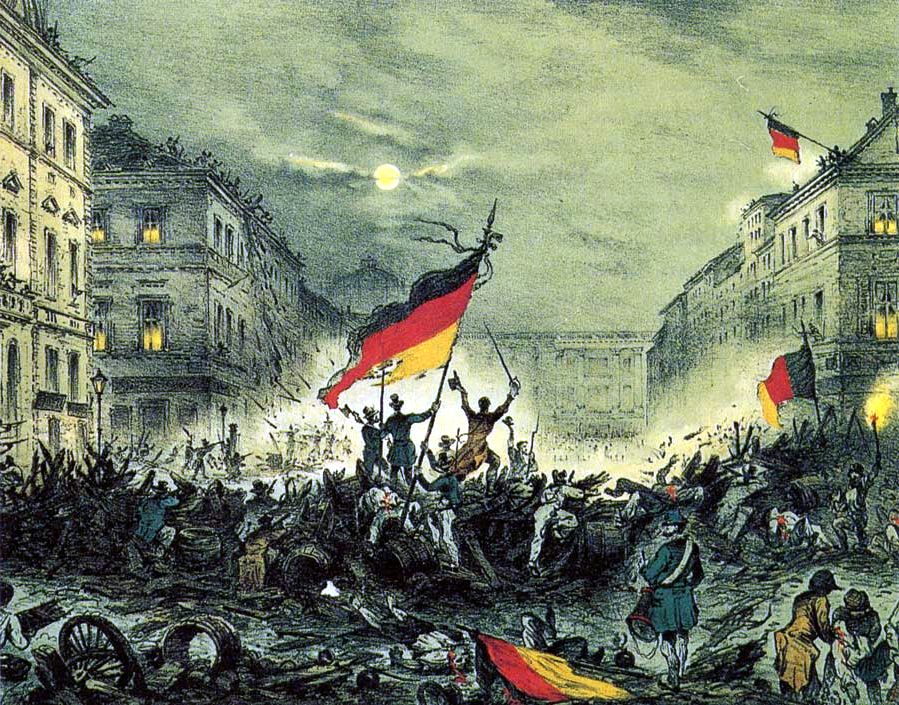
Nationale en liberale druk leidde tot de Europese Revoluties van 1848.

De primordialistische evolutionaire interpretatie is gebaseerd op evolutionaire theorieën. Deze benadering is populair bij het grote publiek, maar wordt over het algemeen verworpen door experts. Laland en Brown melden dat "de overgrote meerderheid van professionele academici in de sociale wetenschappen niet alleen ... evolutionaire methoden negeren, maar in veel gevallen ook uiterst vijandig staan tegenover de argumenten" die brede generalisaties maken op basis van nogal beperkt bewijs.
De evolutionaire theorie van nationalisme beschouwt nationalisme als het resultaat van de evolutie van menselijke wezens die zich identificeren met groepen, zoals etnische groepen, of andere groepen die de basis vormen van een natie. Roger Masters beschrijft in "The Nature of Politics" de primordiale verklaring van de oorsprong van etnische en nationale groepen als het erkennen van groepsbanden die worden beschouwd als uniek, emotioneel, intens en duurzaam omdat ze gebaseerd zijn op verwantschap en bevorderd worden langs lijnen van gemeenschappelijke afstamming. De primordialistische evolutionaire opvattingen van nationalisme verwijzen vaak naar de evolutionaire theorieën van Charles Darwin, evenals naar sociaal-darwinistische opvattingen uit het einde van de negentiende eeuw. Denkers zoals Herbert Spencer en Walter Bagehot herinterpreteerden Darwin's theorie van natuurlijke selectie "vaak op manieren die inconsistent waren met Charles Darwin's theorie van evolutie", door ongegronde beweringen te maken over biologische verschillen tussen groepen, etniciteiten, rassen en naties. Moderne evolutionaire wetenschappen hebben zich gedistantieerd van dergelijke opvattingen, maar noties van langdurige evolutionaire verandering blijven fundamenteel voor het werk van evolutionaire psychologen zoals John Tooby en Leda Cosmides.
Vanuit het primordialistische perspectief kan het voorbeeld van het waarnemen van de mobilisatie van een buitenlandse militaire macht aan de grenzen van de natie leden van een nationale groep aanzetten tot eenheid en mobilisatie als reactie. Er zijn nabije omgevingen waar individuen niet-onmiddellijke echte of denkbeeldige situaties identificeren in combinatie met onmiddellijke situaties die individuen confronteren met een gemeenschappelijke situatie van zowel subjectieve als objectieve componenten die hun beslissingen beïnvloeden. Dergelijke nabije omgevingen zorgen ervoor dat mensen beslissingen nemen op basis van bestaande situaties en verwachte situaties.
Critici betogen dat primordiale modellen die steunen op evolutionaire psychologie niet zijn gebaseerd op historisch bewijs, maar op veronderstellingen van onwaargenomen veranderingen over duizenden jaren en aannames van een stabiele genetische samenstelling van de bevolking die in een specifiek gebied leeft, en niet in staat zijn om de toevalligheden te behandelen die kenmerkend zijn voor elk bekend historisch proces. Robert Hislope betoogt:
De articulatie van culturele evolutionaire theorie vertegenwoordigt theoretische vooruitgang ten opzichte van sociobiologie, maar de verklarende opbrengst ervan blijft beperkt vanwege de rol van toevalligheden in menselijke aangelegenheden en de betekenis van niet-evolutionaire, nabije causale factoren. Hoewel evolutionaire theorie ongetwijfeld de ontwikkeling van al het organische leven verheldert, lijkt het het beste te werken op macroniveaus van analyse, "distale" punten van verklaring, en vanuit het perspectief van de lange termijn. Daarom vertoont het onvermijdelijk tekortkomingen bij micro-evenementen die sterk toevallig van aard zijn.
In 1920 betoogde de Engelse historicus G. P. Gooch dat "[terwijl patriottisme zo oud is als menselijke associatie en geleidelijk zijn bereik heeft uitgebreid van de clan en de stam naar de stad en de staat, nationalisme als een werkzaam principe en een verwoord geloof pas zijn intrede deed bij de meer gecompliceerde intellectuele processen van de moderne wereld."

## Marxistische interpretatie
In Het Communistisch Manifest verklaarden Karl Marx en Friedrich Engels dat "de arbeiders hebben geen land". Vladimir Lenin steunde het concept van zelfbeschikking. Joseph Stalin's Marxisme en de Nationale Kwestie (1913) verklaart dat "een natie geen raciale of tribale, maar een historisch gevormde gemeenschap van mensen is"; "een natie is geen toevallige of vluchtige samenklontering, maar een stabiele gemeenschap van mensen"; "een natie wordt alleen gevormd als gevolg van langdurige en systematische interactie, als gevolg van mensen die generatie na generatie samenleven"; en, in zijn geheel: "een natie is een historisch gevormde, stabiele gemeenschap van mensen, gevormd op basis van een gemeenschappelijke taal, territorium, economisch leven, en psychologische samenstelling die tot uiting komt in een gemeenschappelijke cultuur."

## Soorten nationalisme
Historici, sociologen en antropologen hebben sinds de jaren 1930 gedebatteerd over verschillende soorten nationalisme. Over het algemeen is de meest gangbare manier om nationalisme te classificeren geweest om bewegingen te beschrijven als zijnde ofwel "Burgerlijk" of "Etnisch" nationalistisch. Deze onderscheiding werd in de jaren 1950 populair gemaakt door Hans Kohn, die "Burgerlijk" nationalisme beschreef als "westers" en meer democratisch, terwijl hij "etnisch" nationalisme afbeeldde als "Oosters" en ondemocratisch. Sinds de jaren 1980 hebben wetenschappers op het gebied van nationalisme tal van gebreken in deze starre verdeling benadrukt en meer specifieke classificaties en talrijke varianten voorgesteld.

## Kritiek
Critici van nationalisme hebben betoogd dat het vaak onduidelijk is wat een natie vormt, of een natie een legitieme eenheid van politieke heerschappij is. Nationalisten stellen dat de grenzen van een natie en een staat met elkaar moeten samenvallen, waardoor nationalisme doorgaans tegen multiculturalisme en antiracisme ingaat. Het kan ook leiden tot conflicten wanneer meer dan één nationale groep zichzelf rechten op een bepaald grondgebied ziet opeisen of probeert controle over de staat te verkrijgen.
Filosoof A. C. Grayling beschrijft naties als kunstmatige constructies, "hun grenzen getrokken in het bloed van vroegere oorlogen". Hij betoogt dat "er geen land op aarde is dat geen thuis biedt aan meer dan één verschillende maar meestal coëxisterende cultuur. Cultureel erfgoed is niet hetzelfde als nationale identiteit".
Nationalisme wordt door zijn critici beschouwd als inherent verdeeldheid zaaiend, omdat aanhangers kunnen teruggrijpen op en nadruk kunnen leggen op waargenomen verschillen tussen mensen, waarbij ze de identificatie van een individu met zijn eigen natie benadrukken. Ze beschouwen het idee ook als potentieel onderdrukkend, omdat het individuele identiteit kan onderdrukken binnen een nationaal geheel en elites of politieke leiders potentieel mogelijkheden kunnen geven om de massa's te manipuleren of te controleren. Een groot deel van de vroege tegenstand tegen nationalisme had betrekking op zijn geopolitieke ideaal van een aparte staat voor elke natie. De klassieke nationalistische bewegingen van de 19e eeuw verwierpen het bestaan van de multi-etnische rijken in Europa, in tegenstelling tot een ideologische kritiek op nationalisme die zich ontwikkelde in verschillende vormen van internationalisme en anti-nationalisme. De islamitische opleving van de 20e eeuw produceerde ook een islamitische kritiek op de natiestaat. (zie Pan-Islamisme)
Aan het einde van de 19e eeuw produceerden marxisten en andere socialisten en communisten (zoals Rosa Luxemburg) politieke analyses die kritisch waren over de nationalistische bewegingen die destijds actief waren in Centraal- en Oost-Europa, hoewel een verscheidenheid aan andere hedendaagse socialisten en communisten, van Vladimir Lenin (een communist) tot Józef Piłsudski (een socialist), meer sympathiek stonden tegenover nationale zelfbeschikking.

In zijn klassieke essay over het onderwerp maakt George Orwell onderscheid tussen nationalisme en patriottisme, dat hij definieert als toewijding aan een bepaalde plaats. Meer abstract gezien is nationalisme "machtsbehoefte getemperd door zelfbedrog". Voor Orwell wordt de nationalist vaker wel dan niet gedomineerd door irrationele negatieve impulsen:
Een nationalist is iemand die alleen, of voornamelijk, in termen van competitieve prestige denkt. Hij kan een positieve of een negatieve nationalist zijn - dat wil zeggen, hij kan zijn mentale energie gebruiken om te bevorderen of te denigreren - maar in ieder geval draaien zijn gedachten altijd om overwinningen, nederlagen, triomfen en vernederingen. Hij ziet de geschiedenis, vooral de hedendaagse geschiedenis, als de eindeloze opkomst en neergang van grote machtsblokken en elk gebeurtenis die plaatsvindt lijkt voor hem een demonstratie te zijn dat zijn eigen kant in opkomst is en een gehate rivaal in verval is. Maar uiteindelijk is het belangrijk om nationalisme niet te verwarren met eenvoudige verering van succes. De nationalist gaat niet uit van het principe van simpelweg zich aansluiten bij de sterkste kant. Integendeel, nadat hij zijn kant heeft gekozen, overtuigt hij zichzelf ervan dat het de sterkste is en is hij in staat om vast te houden aan zijn geloof, zelfs wanneer de feiten overweldigend tegen hem zijn.
In de liberale politieke traditie was er voornamelijk een negatieve houding ten opzichte van nationalisme als een gevaarlijke kracht en een oorzaak van conflict en oorlog tussen nationale staten. De historicus Lord Acton pleitte in 1862 voor "nationalisme als krankzinnigheid". Hij betoogde dat nationalisme minderheden onderdrukt, het land boven morele principes plaatst en een gevaarlijke individuele gehechtheid aan de staat creëert. Hij was tegen democratie en probeerde de paus te verdedigen tegen het Italiaanse nationalisme van Giuseppe Garibaldi. Sinds het einde van de 20e eeuw zijn liberalen steeds meer verdeeld, waarbij sommige filosofen zoals Michael Walzer, Isaiah Berlin, Charles Taylor en David Miller benadrukken dat een liberale samenleving moet zijn gebaseerd op een stabiele natiestaat.
De pacifistische kritiek op nationalisme richt zich ook op het geweld van sommige nationalistische bewegingen, het daarmee geassocieerde militarisme, en op conflicten tussen naties geïnspireerd door chauvinisme of militarisme. Nationale symbolen en patriotische assertiviteit worden in sommige landen in diskrediet gebracht door hun historische band met eerdere oorlogen, vooral in Duitsland. De Britse pacifist Bertrand Russell bekritiseerde nationalisme omdat het de capaciteit van het individu om het buitenlands beleid van zijn of haar vaderland te beoordelen vermindert. Albert Einstein verklaarde dat "nationalisme een kinderziekte is. Het is de mazelen van de mensheid". Jiddu Krishnamurti verklaarde dat "nationalisme slechts de verheerlijking van tribalisme is".
Transhumanisten hebben ook hun verzet tegen nationalisme geuit, in die mate dat sommige transhumanisten geloven dat nationale identiteiten volledig moeten worden opgelost. De invloedrijke transhumanist FM-2030 weigerde zich te identificeren met een nationaliteit en noemde zichzelf ' universeel'. Verder verklaarde Kate Levchuk in The Transhumanist Handbook dat een transhumanist "niet gelooft in nationaliteit.